# 浪人若さま新見左近
『浪人若さま新見左近』（ろうにんわかさま にいみさこん）は、佐々木裕一による日本の時代小説。
実在の人物である江戸幕府第6代将軍徳川家宣の若き日の活躍を描く痛快活劇で、同著者の時代小説デビュー作である。決め台詞は「良心ある者は去れ。悪に与する者は、葵一刀流が斬る！」

## 概要
今までメインで扱われた事の無い徳川家宣を主人公にしたのが最大の特徴である。基本的に1巻あたり4話収録されており1話完結の形を取っているが、内容によっては1巻丸ごと、ないし2巻の続き物になっている場合もある。単に左近が悪党を成敗するだけでなく幕閣における息の詰まる駆け引きや市井の人々、旗本家の抱える問題に手助けをするホームドラマ的なほのぼのした話もある。また、話によっては後述の岩城泰徳が主人公であったり、街の人々がメインで左近が脇役のような回もある。登場人物のセリフの掛け合いが絶妙で「ボケと突っ込み」の王道を貫いており、シリアスさと笑いを織り交ぜているため単調にならずに飽きさせない工夫がなされている。後に出た『公家武者松平信平』を遥かに上回る人気を保っており、同著者の看板作品になっている。1巻が出てすぐ大反響となり一月も経たずに重版が決定された。その後も重版され続け、後に数巻まとめて度々重版されるほどである。14巻で一度完結しているが、2018年11月に続編「新・浪人若さま新見左近」が開始した。。

## あらすじ
後に天下の名将軍と謳われた徳川家宣が甲府藩主・徳川綱豊であったころ、叔父である徳川綱吉との後継者争いを避けるため仮病で藩邸にこもったふりをする。その一方で元服前に名乗った新見左近と名を改め、谷中のぼろ屋敷に住む暇な浪人として窮屈な殿さま暮らしなどまっぴら御免とばかりに、自由気ままな生活を謳歌する。将軍後継争いや幕閣の陰謀に巻き込まれながらも名刀安綱を振るい左近が、葵の秘剣で通常では裁けぬ旗本や大名家臣、凶悪な盗賊など許せぬ悪党を退治・事件を解決していく。

## 登場人物
以下の項目はネタバレを含んでいるので要注意。

### 主な登場人物
新見左近（にいみ さこん） / 徳川綱豊（とくがわ つなとよ）
この作品の主人公。のちの徳川家宣だが本作ではまだ甲府藩主のままである。後継者争いによる自身の暗殺を防ぐために養子時代の新見左近を名乗り市井に身を隠していたのだが、その生活がすっかり気に入ったので綱吉に将軍が決まった後も藩邸と谷中のぼろ屋敷を往復する生活を送っている。そのため家事も一人でそつなくこなせ、料理の腕も確かなものがある。自称「江戸の用心棒」
将軍家秘剣と言われる葵一刀流を体得しており、愛刀安綱を手に江戸市井にはびこる悪党をその剛剣により次々と成敗していく。普段は権八やおよねの「いじられ役」になっている面もある。後に家宣として将軍になってからは義に熱く庶民思いの名君と謳われた英傑と伝えられている。
お琴（おこと）
この作品のヒロイン。小間物屋である三島屋の主。5千石の大身旗本・三島兼次の娘であったが、父親が政争に敗れ御家断絶になったのち養父である岩城雪斎の計らいで小間物屋の店を開いた。初めは左近のことを兄のように思っていたが、次第に一人の男性として惹かれるようになっていく。左近の正体は薄々感づいており、真相を知っても側室になることを拒み「左近さま」として今までと変わらずに接している。
権八（ごんぱち）
腕利きの大工。曲がったことが大嫌いでうそをつくのも嫌いな性格。そのため、しばしば空気の読めない人物と思われがちだが、本来は江戸っ子ならではの義理人情に篤い性格である。お琴に対して煮え切らない左近にやきもきして嫁にもらうようにしばしば小言を言うが、一方で何度となく命を助けられており、その度量の大きさに魅せられているせいか「左近の旦那」と心酔している側面もある。伊勢参りに行ったことがあるのが自慢。
およね
権八の妻。三島屋の番頭を務めている。料理の腕も確かで美味しい物を手早く作ってしまう。左近の一番の好物が「およねの作っただし汁で食べる素麺」。一見マイペースで当たり前のように権八の弁当を左近に届けさせる使い走りを平然とする天然ぶりだが、左近が三島屋に来た時はお琴と二人きりになれるように気遣うなど権八とは反対に空気の読める人物である。お琴のことを自分の娘のように思っている。
岩城泰徳（いわき やすのり）
お琴とお峰の義理の兄で岩城道場の主を務める。左近の幼馴染。話によっては主人公的な立ち位置にもなる。正義感が強く、自ら夜回りをして何度か事件に巻き込まれている。戦国時代に編み出された甲斐無限流の使い手だが、左近の腕は自分よりはるかに上回ることも気づいている。また、妻のお滝には頭が上がらない一面もある。お琴同様、左近の正体に薄々気づいており、真相を知っても「これまで通り友でいる」と態度を変えなかった。しかし悪人と対峙した時などは「甲州さま」として控える礼儀正しさを持つ。
岩倉具家（いわくら もといえ）
徳川家光が鷹狩に行った先で手の付いた「なみ」という百姓娘の孫。すなわち徳川家の血が流れているのだが生まれてすぐ旗本の堀越家へ養子に出され、元服後は岩倉家に養子に出され公家として育てられた。岩倉卿と呼ばれている。通称「鬼の目」と言われる鬼法眼流という変化自在な剣術を使いこなす。後見者である酒井忠清と共に宮将軍を擁立し老中として、またゆくゆくは自ら将軍となり庶民目線な理想の政治を行うとした。そのため障害となる左近を暗殺しようとしたが、街の人々に「左近の旦那」と慕われ、また領民思いの藩主であることを知って殺すのは惜しいと思うようになる。その後、自分は酒井に利用されているだけだと気づき「おぬしが将軍になるのを待つ」として良き友となる。

### 岩城道場関係者
泰徳以外の岩城家の者と道場の門弟等を以下に記す。
岩城雪斎（いわき せっさい）
泰徳の父親。新見正信の友人でもある。甲斐無限流の使い手で既に奥義を息子に授けている。幼い頃からのよしみで左近も泰徳同様、息子のように思っている。
お滝（おたき）
泰徳の妻で夫に対して母親のようにふるまう。そのため泰徳にとって頭の上がらない唯一の人物。お琴とそりが合わないが当人たちは、なぜなのかが分かっていない。
お峰（おみね）
お琴の姉であり左近の婚約者だが作中では故人。雪斎と正信が仕組んだ偽装結婚にもかかわらず左近もお峰も本当に惹かれ合った仲だった。初期の話では左近がお峰の位牌に話しかけるシーンが度々登場する。
阿南也八郎（あなん やはちろう）
雪斎の元弟子で、お琴の父に仕える家来であった。後に名古屋で甲斐無限流の道場を開き独自に雷神斬りという技を編み出していた。一番弟子の辻藤次郎を探しに江戸へ来ていたものの当人が殺害された後、江戸を離れ藤次郎の姉を見つけて子供を養子にもらい道場の跡継ぎに決めた。
戸川秋太郎（とがわ しゅうたろう）
岩城道場の門弟で旗本二千石戸川家に婿入りした。鳴海屋で雨宮が鬼翔丸とやり合った際、遊女と遊んでおり何とか誤魔化したものの妻に頭が上がらず厳格な舅に対して息がつまる毎日を過ごしていた。しかし泰徳と尾張へ旅した際に家族の大切さに改めて気づいた。
澤島弘済（さわじま こうさい）
本業は医者だが若い頃は剣の道を究めることを夢見ていた。息子に後を継がせたのち再び夢を追うべく岩城道場に入門する。そのため刀傷の治療に明るく、ひとたび治療を受けると痛みが嘘のように消えるほどの腕前を持つ。
鮫島沖辰（さめじま おきたつ）
若き頃の雪斎に学び昌平橋付近で道場を営む。泰徳とは二十歳違いの兄弟子に当たる。好敵手の倉吉道場の跡目争いを対岸の火事と思わず自身も跡目がいないため、自分の後は泰徳に全てを託した。

### 街の人々
左近に関わる江戸市井の人々を以下に記す。悪人は、悪徳町人、その他の悪人を参照。
徳平（とくへい）
お琴が贔屓にしている魚屋。その場で魚をさばいてくれるが手並みは通りがかりの人たちが思わず足を止めてしまうくらいの鮮やかさである。
お千代（おちよ）
札差の松屋の一人娘。黒蜘蛛組に襲われた時ただ一人生き延び三島屋へ逃げ込んだ。奉公人の清吉とは将来を約束した仲。左近によって一度は襲撃を免れたものの、その後再度押し込まれた際に攫われ兵梧に嬲りものにされかけたものの自害して大川へ遺棄された。
清吉（せいきち）
松屋の奉公人で実家へ帰っていたために難を逃れた。お千代を三島屋へ迎えに行ってからすぐに店を再開させるなど前向きで行動力に富む。再度の襲撃で金とお千代を攫われてしまい自身も重傷で駆け付けた左近にお千代を助けて欲しいと願って息絶えた。
お菊（おきく）
瓜実顔の美人で女軽業師。叔父は材木問屋の木曾屋だが自分の商売仇の仁助を「お前達の仇だ」と殺させようと仕向けるも左近に邪魔される。その後、自分達が叔父に木曾屋から追い出されて利用されているだけだと気づくも手代の助蔵に監禁されたが救出され、お幸の弔いを兼ねて上正寺に住む事になった。
お幸（おこう）
お菊の姉で病を患っており左近に助けられる。自分は敵討ちを諦めておりお菊の幸せを望んでいた。左近により木曾屋の悪事が明るみに出た後、静かに亡くなった。
おきぬ
斉藤相馬の下屋敷で壺振りをするいかさま師。哲次郎に百両の借金があり仕方なく壺を振っていた。娘を探している木村伝助によって偶然助けられ、後に左近と差しの勝負をして負けた上、借金をチャラにしてもらった代わりに木村伝助の娘の居所について話した。
佐吉（さきち）
腕利きの彫り物職人。お琴の元へしばしば簪を卸している。左京屋へも卸していたのだが、志摩屋の元久朗に恋仇と誤解されて贋金作りの事件に巻き込まれる。事件後は一心不乱に仕事をするも、その事を気に病んでいるのか、お琴やお文と疎遠になっている。
茂（しげ）
権八の大工仲間。二十歳も年下の娘に惚れて恋煩いになるも東洋のお陰で夫婦になった。性格も同じ江戸っ子らしく正義感があり、後述の如々姫を襲っていた一行に持っていた木材で助太刀しようとする。左近の頼みで権八と駕籠かきを即座に呼びに行った。
お紗江（おさえ）
佐竹屋の娘。風邪をこじらせたため木元宗林の元へ行くものの、りん草の魔薬中毒にされてしまう。日本橋で倒れた時に左近とお琴に助けられ、東洋の元へ連れてかれる。その後、薬が抜けて治った後に夫婦となる佐吉の実家である箱根へ挨拶に行った。
佐竹屋六右衛門（さたけや ろくえもん）
佐竹屋の主で、娘のお紗江の薬の代金取立てに来ていた勝又一家が来ていた際に左近に助けられる。事件が解決した後、取られていた金を全て左近に取り返してもらった。
お文（おふみ）
お琴の幼馴染で呉服屋である左京屋の主。お琴のアイディアで着物と簪をセット販売する事になり佐吉と知り合う。志摩屋の元久朗に一方的に好かれて贋金作りの事件に泊まりに来ていたお琴共々巻き込まれてしまう。それを悔やんでおり後日お琴に謝罪の手紙を出した。
山下考左衛門（やました こうざえもん）
大手門内下勘定所でお城勤めをしていた御家人。愛妻家で先立たれた後も後添えを取らなかった。東洋の旧友であり診療所近くの三味線堀に住んでいる。おようという名の奉公人を雇っている。妹の伊鶴や旗本の加山による跡目騒動に巻き込まれるが甥の次郎や東洋の活躍、更に自身の剣術により解決した。おようとの間に一子をもうける。今でいう認知症の症状が疑われるが、時々正気に戻っているので芝居かどうかは定かではない。
およう
伊鶴が兄である考左衛門のために雇った奉公人。心根が優しく以前は長屋で暮らす体の不自由な年寄り面倒を見ることを生業にして「世話女」と呼ばれていた。故人である妻に間違われて困っていたが情が移ったのか跡目騒動の後に考左衛門の間に跡継ぎをもうけた。
左京屋久衛門（さきょうや きゅうえもん）
日本橋で小間物屋を営み、お琴が三島屋を開く際に手助けをしていた。奉公に出ていた娘のおきゆが濡れ衣で殺害された上、賠償金を支払わらされても商売を立ち直らせる強さを持つ。事件解決後には賠償金も戻り、おきゆの姉であるお鶴の縁談を進めて祝言を上げさせた。
お鶴（おつる）
父親の縁でお琴と親友になり同時によき理解者となる。祝言を控えていたが妹のおきゆの件で自分だけ幸せになっていいのか悩むも久衛門やお琴の励ましで立ち直った。
浅島善五（あさじま ぜんご）
「浅草の決闘」で後述の宇木と共に登場。湯島で大工仕事を生業にする浪人。権八いわく「侍にしておくのが惜しい」くらいで浅草にも来て欲しかったくらいの腕前。上州の吾妻で小役人の息子として生まれたが程なくして浪人暮らしとなり江戸に来る。同じ大工仲間からも慕われるような思いやりのある優しい性格。その一方で鋭くした竹光で成り行き上、果し合いになった相手の旗本の手首を深く斬る腕前を持つ。左近に言わせれば「変わった人だ」
宇木康孝（うき やすたか）
浅島と同じ所で大工仕事をする浪人。野州足利郡の小役人の次男坊で婿入りにも恵まれたものの三年たっても子宝に恵まれないため家を追い出された。気位が高く、未だ大工仕事をさぼりながら仕官の口を探す。浅島とはそりが合わずに決闘の約束をしょっちゅうするものの互いに竹光のため口だけに止まっていた。その一方で浅島が旗本と果し合いになった時は進んで助太刀をするなど、決して仲が悪いわけではない。前述の決闘時には浅島の相手の旗本の助っ人を全て倒すなど剣の腕はかなりのもの。
太一（たいち）
浅島や宇木と同じ長屋に住む大工。両者の決闘に巻き込まれて、その板挟みになっていたのだが。旗本との決闘に発展した時、かつて浅島と見た剣術の凄まじさにより左近に助っ人を頼むため煮売り屋へ走った。事件解決後も相変わらず浅島らの板挟みとなっていた。
おかつ
親から引き継いだ小料理屋を切り盛りする娘。世話をしていた加藤源之介と恋仲になり仇討ちの資金としてお琴から金を借りていた。しかし仇の赤松綜左に店を襲撃されて重傷を負い源之介も返り討ちに遭ってしまう。だが左近により綜左が討たれ藩の家臣として立派な墓を建ててもらったので度々白い花を絶やさぬようにして冥福を祈った。
金三（きんぞう）
一人働きの盗人で、こっそり忍び込み気づかれずに務めをする。高井屋の女将であるおりょうに一目ぼれする。お店乗っ取り騒動に巻き込まれた彼女を助け出そうと奮闘するも窮地に立たされるが、かえでに助けられ左近の計らいで高井屋に奉公する事になった。その後、おりょうと夫婦になったものと思われる。
おりょう
両親から受け継いだ高井屋を切り盛りする女将。婿である六兵衛の企みには薄々気づいているものの両親が残してくれた身代を取られまいと抵抗する。左近らによって企みは阻止され自身を慕ってくれていた金三を自身の傍で奉公させ、後に夫婦となったようである。
天草屋霞（あまくさや かすみ）
家康の代から続く刀匠の娘。自身も女だてらに刀鍛冶で刀比べを巡る騒動で怪我の手当てをしてくれた左近の刀を見たくなる。そのお陰で不自由ながらも重国との刀比べに勝利できた。
天草屋録蔵（あまくさや ろくぞう）
霞の父親で娘を助けてくれた左近の安綱の下緒を見て将軍家の刀ではと思っただけでなく刀身を見て平安の世の名刀と見抜き、はばきを隠して刀身を見せてくれた左近を一介の浪人ではないと看破する。また重国の手の邪魔を見抜いて大事な刀を守り抜く等、ただ者ではない一面を持つ。
佐野屋吉左衛門（さのや きちざえもん）
江戸の商業の中心地である日本橋の一等地に扇屋を構える。高くて質の良い品物を扱っていた先代の吉右衛門と違い庶民にも変える良質の扇を販売するようになり四ツ谷や浜松町にも支店を構えるまでになった。その一方で派手な遊びもせず堅実だったが盗賊の仁丸・源丸兄弟に狙われ用心棒と称して身代を潰されそうになるも偶然来ていた上客のお琴と左近に気づかれ、最終的には左近が直々に乗り込んで盗賊達を成敗したため救われた。その際、左近に手渡すはずだった扇は佐野屋の家宝となった。
おこね
佐野屋の一人娘。吉左衛門が人目に付かないようにしているせいか、見かけたら幸運を呼ぶという迷信まで広がった。大店の娘らしく雅な物を身に付けた美人で大名の姫のような雰囲気を持つ。仁丸らにより母のおりつと共に離れに軟禁されていたが左近に救出された。自分たちが捕らわれの身であることは気づいていなかった。
天城屋長太郎（あまきや ちょうたろう）
長兵衛の息子であり死後、後を継ぐも金貸しには否定的だった。妹のお幸と用人の玉山に言われて左近と泰徳を用心棒として雇い、父親の下手人を探していた。最終的に左近が事件を解決したことで取り返した金を「安全だから」という理由でそのまま甲府藩に運んだ。
深川の楊枝職人夫婦（ふかがわのようじしょくにんふうふ）
後述の夏目幸四郎が問題を起こした時に度々匿われている所。たとえ相手が侍だろうが何だろうが本音をおくびにも出さず、驚き顔を引きつらして湯呑みを割ってしまうなど「芝居の上手さ」で幸四郎の危機を何度も救ってきた。「任しておくんなせぇ」と幸四郎に心酔している辺り左近と権八のような関係であることがうかがえる。
とみ屋九兵衛（とみや きゅうべえ）
駒込の料理茶屋を営むが鶴岡一味に女房と娘を攫われてパニックに陥る。馬鹿が付くほどの正直者で悪人のいう事を真に受け小五郎にドン引きされるほど。有り金を持って隠れ家を訪れた際には素直に返してくれると思いペコペコ頭を下げていた。案の定殺されそうになったが小五郎とかえでにより助けられた。
池鯉鮒玄十郎 / 松谷玄十郎（ちりゅう げんじゅうろう / まつたに げんじゅうろう）
東海道池鯉鮒宿の浪人の息子で直新陰流の使い手。倉吉道場で素質を見抜かれ師範代になるも跡目争い伴う事件に巻き込まれる。事件解決後は倉吉道場主となり奥義である片手討ちを究め、あまたの剣客たちから恐れられる存在となった。
倉吉昭石（くらよし しょうせき）
直新陰流の達人で鮫島沖辰の好敵手で弟子の取り合いをしながらも互いに酒を酌み交わす仲あった。道場破り同然の池鯉鮒玄十郎の力を見抜き跡継ぎとすべく兄弟子の曽根恒虎に遺言を託していた。
野尻久治郎（のじり ひさじろう）
武州の浪人で仕官を求めて江戸に出て生きていた。それに付け込まれて、ゆめ屋と赤沢家の罠にかかり若年寄候補の下手人にされた後、殺害されてしまった。
野尻夏江（のじり なつえ）
久治郎の妹で味噌屋を営む亀屋新太郎と夫婦の約束をしていた。兄と父である佐平を立て続けに喪い自身も命の危機に晒されるが左近によって助けられる。また家族の弔いのために尼になる決意をするも権八に連れられた新太郎と共に本店のある岡崎へ旅立つことになった。
亀屋新太郎（かめや しんたろう）
夏江の許婚で傷心の彼女を労り、自身が岡崎の本店を継ぎ父親を楽隠居させる名目で夏江と江戸から離れる決意をした。赤沢家により夏江共々口封じされそうになるものの共に付いてきた左近によって命を救われた。
相吉（そうきち）
腕利きの畳職人。権八とは飲み友達で、いつも普請場の事で盛り上がる。娘のおつると許婚の健太が行方不明となり仕事そっちのけで一人で探していた。その際「一人前になるまで夫婦として認めなかった」事を後悔していた。後におつるだけが救い出されるも重い病で虫の息だった。二人の敵討ちをしようとするも左近に止められ、仇を討ってもらい二人の墓を建てられた事を左近に対して礼を言った。その際、逆に左近の方から武家を代表して頭を下げられて困惑していた。
健太（けんた）
相吉の所で修業をしていた畳職人。おつるとはいずれ夫婦になる事が決まっていたが相吉に止められていた。おつると深川富岡八幡宮の縁日に行った帰りに花菱屋の手によって攫われ健太のみ無理心中に見せかけられ殺された。
おつる
相吉の娘で健太の許婚だった。花菱屋に攫われたのち女郎として他の攫われた娘たち同様、客を取らされていた。相吉の知り合いである茅葺職人の千八によって居所がつかめたものの小五郎が救出した時には風邪をこじらせ肺を悪くしており客が取れずに監禁されていた。東洋の診療所で相吉と再会するも息を引き取った。最後まで健太が無事である事を信じ続けていた。
初音（はつね）
浅草の花川戸町に蝋燭職人の父親と針仕事をする母親と暮らしている。三島屋の常連客で、お琴とも仲が良く若い娘らしくお互い恋の話に夢中になっている。浅草安倍川町の蝋燭問屋・松竹屋に奉公しており偶然知り合った房五郎と恋に落ちる。その後一旦は房五郎も松竹屋に奉公するようになり、ゆくゆくは夫婦になる方向だったが房五郎の正体を知り共に逃げようとするも捕まり瀕死の重傷を負う。偶然近くの大名屋敷に医者がいたため一命はとりとめた。
松竹屋金右衛門（しょうちくや きんえもん）
松竹屋の主で初音に対して何度も縁談を持ちかけるも断っていた理由を知り、二人の仲を応援していた。盗みの標的にされている事を知り、夫婦共々小梅村の別宅に避難した。房五郎の正体を知っても自訴して罪を償って戻ってきて欲しいと言ったほど。
駒江（こまえ）
金右衛門の妻で房五郎と初音の関係にいち早く気づいており、夫にその旨を伝えていた。夫婦して二人の祝言を望んでいた。後に難を逃れるため小梅村に夫婦で避難した。
澤田屋仙蔵（さわだや せんぞう）
豊島町の金物を扱う澤田屋の主。かつて地廻りをしていた関係で匕首の使い手。徳次郎と定吉らと自分の親達から奪った金の一部を大角屋の妾宅から取り返す。たまたま近くにあった谷中のぼろ屋敷に一時的に隠した。徳次郎を伴ってきた左近を最初は怪しむも、その強さを信じて用心棒として雇った。律儀な性格で事件解決後に忘れずに左近に謝礼を渡し、一緒に飲む約束をして帰っていった。
定屋徳次郎（さだや とくじろう）
澤田屋の斜め向かいにある米屋・定屋の主。与吉が殺された事を左近から聞き愕然とする。妻と子がいるため仙蔵に江戸から逃げられないから左近を用心棒に雇うことを提案する。後に坂田と大角屋が店にやってきた時、一時的に仙蔵達と人質になるものの無事解決して二千両を返してもらった。
赤松屋与吉（あかまつや よきち）
味噌を扱う赤松屋の若旦那。行きつけの料理屋の離れで女中といた後、赤松屋の近くの辻で坂田の家臣である前園に切り殺される。今わの際に傍にいた小五郎に徳次郎に身の危険を知らせた。
中屋百合（なかや ゆり）
上方に本店を持つ中屋の女主人。お琴の取引相手だったのだが、その商才に惚れて執拗に自分の店に来るよう誘う。そのため当初は左近の存在を疎ましく思っており、およねやかえでだけでなく、沈着冷静な真鍋までもが激怒する位の厭味ったらしさが強調されていたが将軍家暗殺集団にお琴が狙われるようになってからは成り行き上、権八達と一緒にお琴を守るようになる。その際、お琴が自分のせいで周囲を巻き込んだ事を憂えた時に優しく支える等、年上の人妻らしく思慮深い優しい女性であることが分かる。

### 甲府藩関係者
新見正信（にいみ まさのぶ）
甲府藩筆頭家老にして左近の育ての父親。左近が甲府藩主になっても親子のような接し方をしている。市井をうろつく左近の奔放な振舞に振り回されているものの何か事件があれば協力的。
吉田小五郎（よしだ こごろう）
甲州忍者を束ねる忍びの頭目。女性が振り向くほどの整った顔立ちをしている。左近の仮病を知らずに無気力状態だったが藩邸内での暗殺未遂をきっかけに正信より周囲の警護を任され、かえでと共に煮売り屋の主人として三島屋の隣に住むようになる。正信に止められていたものの様々な事件解決に最初から協力的だった。左近が甲府藩後継者になってからの幼馴染でもあり谷中の屋敷では探索から戻って左近直々に酌をしてもらったり食事を振舞ってもらう位の親しい関係でもある。しかし後述の将軍家暗殺集団の頭目である澤山には全く歯が立たず止めを刺される直前に見習い与力の藤堂直正によって助けられ全治1か月の怪我で済んだ。
かえで
甲州の女忍び。小五郎と共に煮売り屋として左近の警護を任される。左近の危機を幾度となく救ったり悪党に気づかれないように探索したりと忍びの腕は小五郎に引けを取らない。幼いころ小五郎の父に拾われ忍びの術を仕込まれた。同時に小五郎の母と下女に化ける訓練として台所の手伝いもしており、元の才能もあったのか料理の腕も確かなものである。そのため煮売り屋は始終混雑しているだけでなく離れた所でもその味は評判になっている。瓜実顔の美人で具家に一目惚れされてしまうが、まんざらでもない様子で小五郎にからかわれる。お琴を連れて行きたい百合にやり込められて困惑していた左近に「真の」女の幸せについて「女性の立場」から諭し、その迷いを払拭させた。
西川東洋（にしかわ とうよう）
甲府藩の御典医で安価で患者を診るので庶民から人気がある。坊主頭をさする癖があり普段は飄々とした性格だが、忍びが使う毒などにも詳しく未知の毒でも調べて対抗する薬を作り出すくらいの腕を持つ。けが人や病人が出た時は真っ先に頼りになる存在。
山川老人（やまかわ ろうじん）
根津の藩邸の庭師を務める老臣。東洋同様、飄々としているが、その一方で左近が市井に出るための抜け穴の管理人でもある。
雨宮真之亟（あまみや しんのじょう）
一見女性かと思う美男子。文江という姉がいる。鳴海屋という女郎屋に住み、姉はそこで働いていた。若年寄の石川に剣の腕を買われ雨宮家再興と姉の病気の薬のために汚れ仕事をしていたが左近の正体を知り、命を狙う鬼翔丸を倒した功績により甲府藩に召し抱えられて再興の夢がかなう。左近がうなるほどの剣術の使い手である一方、算術にも長け小姓から勘定方に出世する。将軍家暗殺の件で後述の奏山に襲われ藩士も切られてしまうが自身は文左衛門により命を取り留めた。
雨宮文江（あまみや ふみえ）
真之亟の姉で鳴海屋で女郎をして生計を立てており御家再興の資金作りもしていた。肺の病を患っている。当初は左近を狙わせるために弟を岩城道場へ入れるも失敗、後に事情を知り病の特効薬を持っていた東洋から真相を知る。事件解決後は御家再興がかない甲府藩の屋敷で暮らすようになった。
間鍋詮房（まなべ あきふさ）
新見正信が自分の後継者として国家老に探してもらった人物。作中では「間鍋」姓のままである。正信の後継として藩政、左近の手伝いなど抜かりなく行う。また調査を1つ頼んでも関連した事柄までまとめて調査するなど「1を聞いて10を知る」ような人物である。その性格は冷静沈着な柳沢が感情をむき出しにしてしまうほどのしたたかさを持つ。一方で百合に煽られた時は逆上したり権八夫婦が左近と別れる時に目を赤くして貰い泣きする等、年齢相応の青さを持つ。当初は絵に描いたような生真面目さゆえ左近が市井に下ることを快く思わなかったが次第に目を瞑るようになり不在中には少しでも戻った時の負担を減らすように準備してくれるなど、思慮深い側面もある。
徳川綱重（とくがわ つなしげ）
左近の父で前甲府藩主。徳川家光の三男でもある。作中では故人だが今わの際に左近が老師によって教えられた剣術が葵一刀流であることを伝えた。あらかじめ徳川家綱と左近が将軍の後継になることを話し合い、またそれに伴う争いに巻き込まれ命の危機が迫ることを予期していたようである。
老師（ろうし）
左近が甲府藩の跡継ぎに決まる前から突然現れて左近に「我流」として剣術を叩き込んだ。元服時に免許皆伝を伝え証として安綱を手渡し、どこへとなく姿を消した。綱重との関係から徳川家剣術指南役の者ではないかと推測される。
坂手文左衛門（さかて ぶんざえもん）
宇内藩士、関戸重正の家臣で義理の弟でもあった。藩内に起きた不正を調べていた関戸の屋敷が襲撃された際、下手人を全て返り討ちにした。瀕死の関戸から妻共々逃げるよう言われ江戸で日雇いの大工をしていた。仕事仲間の権八と知り合った関係で左近と知り合う。妻の静が狙われた過程で罪人扱いされたり、かつての襲撃の首謀者である江戸家老の江崎に付け狙われるも左近達に救われて最終的には藩の不正を暴き、関戸の敵討ちも果たした。愛妻家でまめに三島屋で妻に小物を買って贈っていた。絵に描いたような強情さで周囲の助けもかたくなに固辞するも、一方でその性格が裏目に出ていたことも気にしていた。しかし根はまっすぐな性格で、その性格と剣の腕を買われて甲府藩士となる。
坂手静（さかて しず）
関戸の妹で権八がうらやむくらいの美人。生計を助けるため縫物を始めたが腕が良く、文左衛門よりも稼ぎが良い。その仕事の関係で旗本に狙われるも左近の活躍で無事元の夫婦生活に戻れた。しかし前述の江崎一派に夫婦共々狙われはじめたが、兄から託された安産の御札に藩の悪事の秘密が隠されており、それがきっかけとなって事件が解決した。甲府藩士になるよう左近から誘われても固辞していた夫に対し、妊娠を理由に旅が出来ぬことを告げ仕官するようにさせた。一度甲府へ戻るも将軍家暗殺集団の登場により夫ともども根津の屋敷へ呼び戻されて女手の足りない奥御殿で仕事をしていた。
岡本定直（おかもと さだなお）
甲府藩付家老で奥安の不祥事に対して新見正信にも責任あるのでは？と苦言していたものの事前に正信から真相と、自身が藩政より身を引く旨を伝えられていた。更に正信が陰腹を切り覚悟を示されたため幕府には伝えず藩が一つにまとまるべきと周囲に宣言。同時に左近の新たな補佐人として間鍋を紹介した。
奥安盛清（おくやす もりきよ）
甲府藩国家老で江戸詰めになった正信が、その能力を買い藩政を託した。左近には出世欲が強いと警戒されていた。藩主不在を良い事に隠れ金山により私腹を肥やし、それに気づいた郡奉行の蔵里を殺害させた。最終的には屋敷に乗り込んだ左近により動かぬ証拠を突き付けられたため閉門蟄居、切腹となった。
三木重近（みき しげちか）
奥安の側近で屋敷一の使い手。自分達の邪魔になる者達の始末を命じていた。左近により悪事がばれるも悪あがきで切りつけようとして逆に倒された。
与一（よいち）
蔵里の家臣で屋敷に異変が起きた際に隠れ家に蔵里の娘である清江を匿い、ともに来た左近達を用心棒として雇った。妻子を人質に取られたので悪事の証拠を引き換えに持って行ったが実は狂言であり、金に目が眩んで奥安についていた。引き換えに家臣として召し抱えられる約束を取り付けるも奥安の屋敷に乗り込んだ左近により切腹の沙汰が下された。
藤川信実（ふじかわ のぶざね）
甲府藩上岩森村の二十石取りの代官。当初は善政を敷いていたものの女の問題で人が変わったように悪政に転じた。そのため訴状を持った百姓により窮状を知った左近らによって成敗された。
内山瑛真（うちやま えいしん）
藤川の配下で甲斐無限流に近い戦国時代の剣術の使い手。内山の存在が百姓達に逆らう事をためらわせていた。藤川らと共に上岩森村に来るも左近の剛剣により一撃のもと倒された。
蔵里外記（くらさと げき）
甲府藩郡奉行で新見正信の命を受けて新田開発を名目に秘かに奥山の悪事を探索していた。そのため口を封じられるも娘の清江に証拠を託していた。
蔵里清江（くらさと きよえ）
外記の娘で両親により屋敷から逃がされていた。武田信玄の屋敷跡まで逃げるも高熱により倒れそうなところを左近らに助けられる。事件解決後は岡本家の侍女となり、婿養子を取って蔵里家の存続がはかられた。

### 徳川家関係者
甲州藩以外の徳川家の者を以下に記す。
徳川家綱（とくがわ いえつな）
4代将軍で人格に難ありとする綱吉より実の子のように思っている左近を次期将軍にしたがっていた。左近が仮病を使って市井に下っていることを薄々感づいていた。
徳川綱吉（とくがわ つなよし）
家綱の跡を継いで5代将軍に就任する。江戸の民は自分の子供のように思っており、左近同様たとえ譜代のような高い身分のある者であろうと罪の無い者を襲うことを許さない。そのため作中では左近のことを大切に思っている。また自ら将軍就任後も左近に市中へ下ることも目をつむり逆に自分に見えない悪の成敗も託したり、領民を救うための甲府入りもあっさり許している。牧野を始め、自分と左近の仲を引き裂こうとする幕閣の不穏な動きを鋭く察知しており、側近のいうことを鵜呑みにせず自ら考えて結論を出す洞察力を持つ。また生類憐みの令も「死んでいる物を食べるのは問題ない。悪人が襲ってきたのを成敗するのは問題ない」としており非常に聡明で柔軟性に富んだ人物として描かれている。
桂昌院（けいしょういん）
綱吉の生母。将軍後継者の資格を持ち続ける左近を疎ましく思っており何かにつけて謀反を疑う猜疑心の塊のような人物。挙句の果てに牧野と組んで綱吉の知らないところで左近の命を付け狙うようになり後述の牧野に並ぶ悪党ぶりが強調されている。
徳川光圀（とくがわ みつくに）
水戸藩主で綱吉の副将軍を務める。市井に出て気楽に暮らす左近を将軍にすべきではないと家綱に言上して綱吉を将軍に推した。左近のように気ままに市井に出てみたいと言っていたが、後に本当に浪人姿で根津の藩邸に現れる。将軍家暗殺集団に尾張藩の関わり無しと看破しており後に藩主である光友と三者で話し合い暗躍する者達の正体を明らかにした。
徳川光友（とくがわ みつとも）
尾張藩主で柳生新陰流六代を称する剣術の達人。尾張藩に謀反の疑いがかかった時に左近や光圀と話し合った結果、昔の事件を思い出し、その時の遺恨が一連の事件に関係しているのではないかと話した。剣客らしく背後に将軍家がいた時は勇ましく戦う、など発言して左近達を慌てさせていた。

### 幕府関係者
老中や若年寄、その関係者を以下に記す。
柳沢保明（やなぎさわ やすあき）
のちの柳沢吉保で大老格になる人物だが作中では保明のまま。左近の日光代参に同行し手を組んで綱吉暗殺の首謀者を暴こうとした際に自らも闘い悪党相手に自慢の槍術で大立ち回りをする。稲葉を唆した上で目の上のたん瘤である堀田を殺害させた張本人。その上、生類憐みの令に反対する諸大名などの左近に対する人気に焦り、一時はその命を狙おうとするも左近によって実行者を捕えられ江戸の目付屋敷へ連れてかれることで自らの立場危うさに顔を青くする。更に綱吉にもばれており、今後左近に一切手を出すなと命じられた時、両者との絆は崩れようも無いことに改めて気づき再び左近側に付く。間鍋と共に将軍家暗殺集団の黒幕を探っており左近の西の丸入りに全てを託した。
江越信房（えごし のぶふさ）
柳沢の家臣で戦国伝来の剛剣の遣い手。左近暗殺のため後述の虎一を連れて来る。左近が旗本達を説得したため帰り道を襲撃されるも肝心の虎一が生きたまま捕えられたため一連の企みは阻止された。
酒井忠清（さかい ただきよ）
本作前半の黒幕的人物。左近から爺と言われるくらいの仲であり次期将軍を左近にしようとしていたが実は後見している具家と共に徳川縁者である有栖川宮幸仁親王を宮将軍に迎えて鎌倉幕府の北条氏のように自分が権力を握るのが目的だった。そのため邪魔な左近と綱吉を後述の石川や伊賀者を使って暗殺しようとしていた。綱吉に決まった後は百鬼組の残党や浪人者を引き入れ江戸に火をかけて幕府転覆を狙うも左近や小五郎、息子である忠挙らにより阻止された。事件は酒井家に関わり無しとされたが自責の念に駆られて切腹する。その際、左近が次期将軍になることを祈り、息子のことも託した。
酒井忠挙（さかい ただたか）
忠清の息子で父の企みを阻止すべく秘かに配下の百地に百鬼組を探らせていた。それを知った左近により一連の事件は源才の単独犯とされ酒井家に類が及ばなかった。後に忠清と兵衛が切腹した際に訪れた左近の知恵により即、荼毘に付され半年後に病死届を出し御家存続を図った。
香祥院（かしょういん）
具家の義理の母。かつて酒井忠清ともただならぬ仲であった。一見おっとりしているが、左近の暗殺を実行しようとしている息子の心中を見抜き、左近の人間性を説いて実行を思いとどまらせる等、芯の強い女性である。
百地美津夫（ももち みつお）
左近が百鬼組に雇われた際に話しかけてきた。上方の藩士をしていたが主を失い江戸に流れてきたと話す。剣の腕は駄目という一方、忠挙の配下であり百鬼組を調べており左近と小五郎が捕らわれた際には見張りを全て切り捨てて救出し火を付ける予定の長屋の地図も手渡した。
島中兵衛（しまなか ひょうえ）
忠清の家来で江戸を火の海にすべく狙いを付けた長屋に油の入った甕を運び込ませていた。一時は左近と小五郎を捕えるものの百地の活躍で一連の計画は破綻する。その後、忠清同様腹を切って果てた。
石川乗政（いしかわ のりまさ）
若年寄で元々綱吉派だったのだが酒井の手下になる。配下の忍びである百鬼組を使い左近を暗殺しようとするも逆に全滅させられ挙句の果てに屋敷に乗り込まれる。その際「甲州さまは将軍になる気はない、後継争いで徳川の世を揺るがせてはいけない」と諭され「何が何でも将軍になろうとせずにことを荒立てず静かに時が来るのを待とうとする心構えが神君家康公の様だ」とその人柄に魅了されてしまい酒井を裏切り左近側に付いた。
堀田正俊（ほった まさとし）
酒井に代わり大老の座に就く。一時は左近の命を狙おうと画策したものの綱吉が将軍になったことで小言は言うものの双方の関係は前に比べて穏やかなものになった。自分が綱吉を将軍に就けたという自負を持ち、段々力を付けていく柳沢に対して良い感情を抱いていない。また生類憐みの令に関しても批判的な立場を取る。それ以外にも遠慮のない物言いが綱吉の癇に障り柳沢の企みにより城中で殺害されることになる。
稲葉正休（いなば まさやす）
若年寄だったが自ら手掛けていた淀川治水工事に堀田が難癖をつけたことに腹を立てていた。そこを柳沢に利用されて城中にて堀田を殺害した。しかし居合わせた老中たちに次々と切り付けられ自分は利用されていただけと気づき今わの際、左近と目があった時「はめられた」と呟いて息絶えた。
秋山和泉守（あきやま いずみのかみ）
老中の一人で綱吉にも一目置かれる働きをしている。かつて旗本の夏目丹後守重次の妹・奈津を正室にもらうも側室に関するトラブルで離縁する。その時点で奈津は妊娠しており夏目家へ戻って出産し、幸四郎と名付けて重次の次男とした。その後、自身にも子が出来るも病で亡くし、弟の兼政に付け入れられそうになるも実の息子である幸四郎の存在を知り、また左近達の活躍により兼政の悪行を知って幸四郎を秋山家の跡継ぎとして迎えることになる。その際「父上」と呼ばれてまんざらでもない顔をしていた。
夏目幸四郎（なつめ こうしろう）/秋山幸四郎（あきやま こうしろう）
夏目家の次男としてまじめに暮らし、秋山家への養子入りも決まっていたが真実を知って荒れて下屋敷へ飛び出してしまう。以降、手の付けられないならず者だったが和泉守の弟、兼政に命を狙われるようになる。左近の正体と全ての真相を知ってからは今までとは別人のように改心し「秋山家を継ぎ、甲州さまが将軍になられた時は自ら老中として貴方様をささえます」と実の父同様、勤勉実直で礼儀正しい本来の心優しい若さまに戻った。影光を愛刀とし、腕に覚えのあるならず者でも震え上がるほどの太刀捌きを誇る。深川では「演技の上手い」楊枝職人夫婦に匿われるなど、堅気の庶民たちには非常に慕われていた。
梅田長左衛門（うめだ ちょうざえもん）
幸四郎のお目付け役で「爺」と呼ばれている。幸四郎と共に襲撃に遭い足を怪我をして岩城道場へ担ぎ込まれた時、左近と幸四郎が険悪になり掛けた時に「ああ、い、痛い、足が痛い」とわざとらしく悲鳴を上げてその場を収める年齢に見合う老獪さを持つ。「爺、わざとらしい声を出すな」と舌打ちされて叱られつつも、その前の襲撃で長左衛門を体を張って守ろうとするなど、幸四郎には何だかんだと大切に思われている節がある。左近の正体を知って幸四郎の過去を包み隠さず話し、夏目家の家老にも真実を話しておいたため結果的に一連の事件の解決のきっかけを作った。
杉浦信貞（すぎうら のぶさだ）
勘定奉行で後述の田坂に命じて黒蜘蛛組を使って借財の帳消しと賂の資金を名のある大店から強奪していた。石川の資金源の一人でもあった。南町奉行の宮崎を脅かして自身に手が回らないようにしていたが、丹波屋が獄門に決まると田坂から聞いた際、宮崎を殺害するよう命じた。しかし屋敷に乗り込んで来た左近に家来は全て倒された挙句、田坂も成敗されてしまい結局切腹させられて左近に介錯された。
増田智成（ますだ ともなり）
普請奉行で江戸城の城壁修復工事の予算を1万両水増ししていた。木曽屋には身代乗っ取りの知恵を授けて賂の資金源を貯めている一方、邪魔になる存在を殺害させていた。木曽屋に乗り込んだ左近によって全ての悪事が露見し、南町の宮崎が半ば脅しのような口調で目付に訴えた結果、逃れないと思ったのか自宅にて切腹した。
森田備後守（もりた びんごのかみ）
若年寄で勘定方である本田の義理の父親となる。本田に公金を横領させて老中に出世しようとしていたものの企みがばれてしまい左近が来た際その武勇を知っているため観念してうなだれた。後に切腹となり御家断絶となった。
阿部正武（あべ まさたけ）
老中で生類憐みの令発布後に起きた旗本の事件に頭を痛める。左近が不穏な動きをする旗本達とグルなのではと柳沢に吹きかけられるも左近の性格を知っているので鵜呑みにはしなかった。そのため左近に旗本達を説得してもらう方向に話を落ち着かせた。
外谷土佐守（そとがや とさのかみ）
若年寄で美濃二万五千石の大名。領民を大切にし生き仏のように崇められている一方で老中になるために宇内藩から多額の賂を毟り取る外道。現宇内藩主は自身の子であるが左近らによって真相がばれた時は宇内藩関係者もろとも口封じのために消そうとするも屋敷に乗り込んできた左近によって阻止され大善ともども切腹の上、御家断絶とされた。
大善（だいぜん）
外谷家の用人。宇内藩をめぐる一連の悪事により借財を帳消しにした上で更に毟り取ろうとするも同藩の状況が思わしくない事から今のうちに取れるだけ取ろうとする。悪事が全て露見した際に切腹とされた。
板橋照正（いたばし てるまさ）
牧野の家臣であり左近が綱吉と会っていた際に近くの部屋で顔を覚えていた。そして左近の暗殺を頼むために自身の剣術師匠であった井坂を訪ねて殺害の依頼を頼んだ。
木島（きしま）
牧野の家臣で右京とのつなぎ役を果たして右京らを将来幕閣に加える事を餌に尾張藩に謀反の疑いがかかるように仕向けたり、家光の血を引く者達を殺害しようとした。最終的には左近が思いついた偽の知らせにより屋敷から出てきた所を見られて牧野が裏で糸を引いていた事がばれてしまう。そしてお琴を攫う事に成功したと思い込み右京の真の隠れ家に来た所を乗り込んで来た左近と文左衛門に倒された。
牧野成貞（まきの なりさだ）
本作における最終的な黒幕。妻の阿久里を綱吉に差し出すことで側用人になった。「上様の権力を盤石にするため」と称し桂昌院と共に左近の命を狙うべくあらゆる策を放つも綱吉には気づかれている。その一方で柳沢ですら手が出せないほどの絶大な権力を持っている。自分の娘と綱吉の間に出来た隠し子と言われる人物を将軍にして自らが将軍後見人として全ての権力を握るべく将軍家暗殺集団を使い、綱吉も含め、家光の血を引く者全てを皆殺しにした上で尾張や紀州の仕業に仕立てようとした。左近に西ノ丸入りされてしまっては自分の野望が泡と化してしまうので配下の木島に命じてあらゆる策を弄するも左近達によって阻まれた。史実と違い将軍家に対して明確な反逆の意思を見せた作中最大級の悪党として描かれているのが特徴。

### 南北奉行所関係者
南北奉行所等の関係者を以下に記す。
宮崎重成（みやざき しげなり）
南町奉行だが当初は気の弱い性格。左近の持つ安綱に刻まれた葵の御紋に仰天し御様御用役の山野長久に鑑定してもらった結果、左近の正体を知り平伏する。その性格が災いし杉浦に脅かされ続けていたが左近の力を得て至極強気な性格へ変貌する。
田坂兵梧（たさか ひょうご）
南町奉行所与力で江戸の三男と言われるほどのいい男で直新陰流の免許皆伝。黒蜘蛛組の事件に対して積極的に解決しようとしたり、一時的に奉行所に留め置かれた左近に対し、その人柄を買って今度飲む約束をしたりする好青年。しかしその実態は杉浦の命により黒蜘蛛組を操り襲撃した商家の女で気に入れば嬲り者にする金と血に飢えた畜生。お千代も犠牲になり怒りに満ちた左近により杉浦家を出た所を成敗された。
宗形次郎（むなかた じろう）
南町奉行所の同心で田坂の配下であった。黒蜘蛛組の事件を通して左近と酒を酌み交わすほどの親しい間柄となる。お奉行の性格が変わった事に左近が関係していると思い、更にその素性に対してもただ者ではないと気づいている。
治平（じへい）
宗形の下に付く岡っ引き。お琴が攫われた際には宗形の命により大名屋敷にもかかわらず勇敢に張り付いていた。かえでの店がお気に入りで、よく酒を飲みにやってくる。
甲斐庄正親（かいしょう まさちか）
綱吉が将軍になったため宮崎の後に新たに南町奉行に就任。酒井が企てた江戸を火攻めにして幕府転覆をはかろうとした事件を実行犯の源才が個人的に起こしたものとし、左近によって自分達の手柄にしてもらった。また源丸兄弟の佐野屋乗っ取り事件では左近が吉左衛門一家の身の安全を確保した後、左近に後を任され源丸達を捕縛した。
坂上広重（さかがみ ひろしげ）
北町奉行所与力で深川・本所界隈の辻斬り事件の探索を奉行に命じられるも実は犯人の父である藤堂又十郎に金を掴まされて悪事を揉み消していた。今回も犯人の顔を見た銀次の口を封じ、偽の悪党をでっちあげて解決に見せかけるも辻斬りが収まらず見限るも用人の黒岩に心配していた息子共々襲撃される。今際の際に偶然通りかかった泰徳に真相を告げた。
坂上慎太郎（さかがみ しんたろう）
広重の長男で将来は後を継いで立派な与力になる事を目指していた。そのため広重の様子が変なのをいち早く察し辻斬り再発後に後を付けていた。真相を聞き出そうとするも直後に黒岩に襲われて重傷を負う。事態を重く見た綱吉により家督を許されず真相を知らぬままに母と共に浪々の身となり屋敷を出された。
笹間（ささま）
坂上の配下である同心で自身が使っていた岡っ引きの銀次の身を案じて岩城道場で看病をしていた。銀次を失い更に犯人が旗本と知るや奉行所が及び腰になった事でやけ酒を煽るも、泰徳と共に一芝居打って犯人を捕らえるのに成功した。
銀次（ぎんじ）
笹間の元で岡っ引きをしており岩城道場で剣術を習っていた。頻発する辻斬りの犯人を一度は追い詰めるも返り討ちに遭い重傷を負う。その際顔を見ていたため事件をもみ消そうとした坂上に口封じされた。
北条安房守（ほうじょう あわのかみ）
辻斬り事件が旗本によるものと思われ目付に遠慮していたと綱吉に言うも犯人の捕縛を最優先せよと言われる。後に与力の坂上が事件に関わっていたことが明らかになっても代役がいなかったせいか失脚する事は無かった。しかし、その事が泰徳をひどく立腹させていた。また文左衛門が牢破りして探索が進まないのを幕閣から責められ1月で解決すると言ってしまった。後に真犯人が捕まるも文左衛門は百叩きでお許しという事にした。与力の佐久間が事件に関わっていたので穏便に済ませたかったゆえの沙汰である。
上田（うえだ）
奉行所内で吟味役を務めていたが本所で起きていたの辻斬りの探索を命じられる。偶然知り合った泰徳と共に夜回りをする事になる。一度下手人を捕えるものの相手が譜代大名のご落胤だったため奉行に悔し交じりに叱られた。
佐久間哲守（さくま てつもり）
北町奉行所与力で過去に高坂の刃傷沙汰を揉み消して以来双方は昵懇になる。その件を探っていた堂前を殺害して文左衛門に罪を擦り付けるも左近にばれる。最後の悪あがきをするも左近によって失神させられた後、死罪となった。
堂前正信（どうまえ まさのぶ）
佐久間と同じ与力で、前々から佐久間の事を調べていた。仕事もできるが女癖が悪く神田の妾宅に入り浸っていた。同じく男癖の悪い秋美という妻がおり自分が家賃収入のために買った家で男と浮気していたと佐久間から吹き込まれ乗り込むも佐久間の手により殺害された。
藤堂直正（とうどう なおまさ）
若き見習い与力。後述の村木済州による藩士殺しに偶然立ち会う。これまで左近に幾度となく町方が救われており、江戸の民も助けられている事を知っており大恩を果たしたいと思っている。そのためか偶然澤村に襲撃された小五郎達の命を救い、将軍家暗殺集団の真の隠れ家と頭目の澤山の情報を左近にもたらし事件解決の糸口を作った。その恩から左近に脇差を下賜され、自分に代わって江戸の町の治安を託された。

### 川奉行所関係者
安田讃岐守（やすだ さぬきのかみ）
川奉行を務めている。配下の同心たちが大奥御用達を装う抜け荷の事件で次々に殺害されたため泰徳に助太刀を求める。非常に腰が低く礼儀をわきまえた性格で、その影響は配下の与力や同心たちにも受け継がれている。最終的には黒幕の石塚主馬の屋敷に左近と乗り込んで廻船問屋の三国屋ともども一網打尽とした後、左近の前に片膝をついて涙ながらに礼を述べた。
川根九郎（かわね くろう）
川奉行所同心で岩城道場でも番付二十番以内に入るほどの剣を遣う。三国屋の事件で兄の半兵衛に腕を切られて失神してしまう。実は奉行所の情報を三国屋側に流しており、泰徳が捕えられた時も助命と引き換えに奉行所の船の細工をして追手が来ないようにした。最後は泰徳を庇って半兵衛に切られて倒れた。その際、泰徳と共に乗り込んでお役目を果たした事にされた。
幸田源八郎（こうだ げんぱちろう）
川奉行所与力で怪我をした九郎の元へ真っ先に駆け付けた。居合わせた泰徳の正体を知るや年下なのに礼を尽くしたり、失敗して切腹を恐れる九郎に対して「傷を早く治して仲間の仇を取ろう」と逆に励ましたりする等、安田の様な人格者である。他の同心達と半兵衛の潜伏先へ乗り込んだ際、こと切れた九郎に対して静かに手を合わせた。

### 旗本関係者
左近が関わった様々な旗本の関係者を以下に記す。
斉藤数馬（さいとう かずま）
斉藤家の長男で攫った女に客を取らせていた上、哲次郎の賭場の景品にしたりして金を巻き上げていた。悪事がばれて言い逃れが出来なくなった相馬に勘当を申し渡された後、斉藤家は取り潰しとなり堀川に浮かんだという因果応報な最期を遂げた。
斉藤相馬（さいとう そうま）
数馬の父で二千石の旗本。息子や哲次郎の悪事により金をもうけて幕閣にばらまいていたものの左近によって悪事が家綱に知れ渡ると数馬を勘当して木村に対し娘を攫い幕閣の側室にした事を告げ、切腹した。
戸田広之（とだ ひろゆき）
旗本小十人頭で戸田流の遣い手。後述の山本玄内に左近を暗殺させようとしたが、逆にバレてしまい左近と小五郎に道場内へ乗り込まれる。玄内を倒されて暗殺を命じた者の名を聞こうとするも猛毒の吹き矢を受けて死亡、今わの際に若年寄・石川の名を告げた。
久貝勝信（くがい かつのぶ）
駿河台に住む二千石の旗本。美濃屋と伏見屋を使い奉公に来た娘を家宝損壊の罪を着せて殺害の上、親元に多額の賠償金を要求する悪事を繰り返していた。しかし小五郎に探らせた左近が屋敷に乗り込んできたため殺害しようと自慢の槍術で立ち回るものの葵一刀流の前に倒された。
品川忠常（しながわ ただつね）
八王子千人同心頭で旗本身分。温厚な性格で地元の民には好かれている。近頃現れた鬼坊主一味に頭を悩ませていた。江戸へ帰る途中の左近らによって事件を自分の手柄にしてもらった。
磯貝清尚（いそがい きよなお）
三千石の旗本。高井屋六兵衛の企みに乗り、おりょうを襲うも店から出ないのでもう一度同じ事をしようとしたものの、すり替わっていたかえでに不意打ちされた。さらに店に来た左近により公儀の詮議を受けて僅かな禄で本所の旗本屋敷で暮らす羽目になった。
藤堂又十郎（とうどう またじゅうろう）
二千石旗本で与力の坂上とは同じ剣術道場に通った間柄。そのため身内の不祥事に関して金で揉み消す事を度々頼んでいた。重い病に伏せるも辻斬りを止めない息子に頭を痛めている。
藤堂和馬（とうどう かずま）
又十郎の息子で深川・本所界隈の辻斬り事件の犯人。過去のトラウマゆえ人を切る事を何とも思っておらず夜鷹や無宿人、同心等は切られて当然で世直しと称して辻斬りを繰り返す。事態を重く見た用人の黒岩に引き留められるも逆に殺害して屋敷を出て辻斬りしようとしたところを泰徳に倒されて御家断絶となった。
黒岩景勇（くろいわ かげゆう）
藤堂家の用人で坂上とも親しい。辻斬りを繰り返す和馬を守るべく事件のもみ消しを願うも肝心の和馬が辻斬りを止めず坂上からも見放される。その際坂上親子を襲撃し、又十郎の遺言に従い和馬を無理やり止めようとするも脇差で刺された。
江草庄三郎（えぐさ しょうざぶろう）
直参旗本で嫌がる娘の尻を触っていた所を浪人の浅島に助けられる。後に自信を被害者と思わせて兄に助けを求めた。
江草文四郎（えぐさ ぶんしろう）
庄三郎に泣きつかれて浅島に浅草・聖福寺での決闘を申し込む。助っ人を用意するも浅島に加勢した宇木と共に次々と倒され自身も浅島の木刀を真っ二つにして優勢になったと思いきや竹光で傷を負わされ真剣の脇差を突き付けられたため潔く負けを認めて去っていった。
井上春正（いのうえ はるまさ）
千三百石井上家の次男で左近を陰間茶屋へと誘う。しかし、それは本当に好きな相手が命を狙われないための狂言であった。一方的な片思いで声もかけられず、婿養子の話と板挟みになって悩んでいる。
井上寛春（いのうえ ひろはる）
春正の件で左近の命を狙わせようとしたものの正体を知って愕然とする。その後、成り行きで左近と共に息子の恋煩いを何とかしようと奔走する。
大柳彦次郎（おおやなぎ ひこじろう）
井上家の用人で春正の思い人と勘違いした左近を襲撃しようとしたが、その剛剣ぶりにおののき金を無理やり掴ませて別れを乞う。後に井上家にやって来た左近が綱豊と知るや腹を切ろうとするも左近と寛春に止められた。
若佐利重（わかさ とししげ）
元勘定方で直参旗本だったが同輩だった本田の手により傷を負わされ妹の夏美も手籠めにされたショックで精神を病んでしまう。その結果改易となり浪人となるも本田を付け狙っていた。左近により一度は襲撃を止めるも夏美を殺害されて逆上、復讐しようとするも返り討ちに遭ってしまう。直後に現れた左近に真相を託し息絶えた。
見崎義孝（けんざき よしたか）
勘定方で若佐の同輩だったが真相を揉み消したのが本田であると気づき自身を守るために役目を辞していた。若佐の件について調べていた左近に全てを打ち明けて事件解決のための糸口を作った。
本田正成（ほんだ まさなり）
幕府勘定方で悪い噂が聞こえないほどの務めぶりであり若佐に襲撃された際に左近に助けられた時も礼を失さない性格である。その一方で公金を横領して出世の賂にしていた。真相を知る若佐を口封じしたものの小五郎により裏帳簿が目付に渡り屋敷に乗り込んで来た左近により一刀のもとに倒された。
本田絹江（ほんだ きぬえ）
森田備後守の娘であり父親に似て出世欲が強く打算的な性格である。そのため許婚の若佐を裏切って本田の妻となった。また自身に子供が出来るまでに父親と夫の更なる出世を急かしてもいた。左近が屋敷に来た際、抵抗するもかえでに止められ、うなだれていた。
玉山（たまやま）
直参旗本である川田家の用人。天城屋に金を借りに来たのだが直後に主の長兵衛が殺害されて頭を抱えていたものの息子の長太郎が後を引き受ける事を知り安堵する。長太郎の妹であるお幸が兄の身を案じていたので左近に天城屋の用心棒をするように頼んだ。
橋本智道（はしもと ともみち）
二千石の旗本であり血気盛んな性格。そのため当初は天城屋長兵衛の下手人と疑われたほど。借金も実際は長兵衛に囲碁の賭けと称した指南料であった。しかし息子にその死を知らされた際は深く悲しみ潔く全額を返すほど情が深い人物。
坂東則成（ばんどう のりなり）
先手組頭で安芸大竹藩の大名行列を皆殺しにした人切り大夫を綱吉直々に成敗を命じられるも失敗し刀が持てぬ傷を負う。そのため丹波哲次郎に言いがかりをつけて脅して切らせようとするも坂東の配下が左近を相手だと思い敵わぬとみて逃げてしまう。哲次郎と間鍋を伴って屋敷に来た左近を浪人と馬鹿にしていたが間鍋に「たわけ者め」と左近の正体を知らせると「それがどうした」と言うもののすぐに気づいて詫びた。また哲次郎が安芸大竹藩士と知るや己の過ちを恥じ深く頭を下げるなど、芯の通った一面もある。
田崎兼続（たさき かねつぐ）
幕府鉄砲方のお役目を代々世襲しており腕も確かである。威力が怪しい新式銃を嫌い、そのせいで同輩の千端と疎遠になっている。どちらが将軍家の銃として相応しいかを決める勝負に名乗りを上げるも直後に襲撃される。そのため自身を上回る腕を持つ久利江に託した。
田崎久利江（たさき くりえ）
兼続の妹だが銃の腕は兄をはるかに上回る男勝りな性格。その一方で流行りの櫛が売り切れた際には一月待ってでも購入しようとする年頃の娘らしい一面も持つ。兄に代わり綱吉の前で鉄砲の腕を披露して褒められ自身の鉄砲隊を任せたいと言わせるほどだった。
石田頼近（いしだ よりちか）
旗本で頼之助の父親。息子同様軽く見られているのか若年寄の高町から「使うには容易い」と言われる。また田崎兼続を苦手としているものの同道して当然と言わんばかりの息子と渋々ながら一緒に久利江の鉄砲披露取りやめをお願いしに行った。
石田頼之助（いしだ よりのすけ）
石田頼近の息子で世間知らずの馬鹿息子と言われている。そのため久利江が鉄砲を撃つのを止めさせようと父親を巻き込んで一緒にお願いしに行くほど。一方で高町の企みに気づく等、洞察力に長ける。自身も狙われるも小五郎に助けられ生き証人として綱吉の前に来た。
千端恒興（せんばた つねおき）
田崎と同じ鉄砲方であり新式銃推進派である。若年寄の高町らと共に新式銃に変えさせようと田崎を襲い、久利江や許婚の頼之助まで殺害しようとしたが左近や小五郎達の活躍で企みは阻止された。
朝倉衿道（あさくら きんみち）
御先手組の1人で堀田に一目置かれている存在。武芸に富み他の旗本衆からの人望も厚く将軍家御用達の商家が立て続けに襲われた際、堀田に盗賊改を任される。一度は盗賊一味を見つけるも自身の危機が迫った際に小五郎に命を救われ一味の情報を伝えた。非常に礼を重んじる性格で、それは岡っ引きを含めた配下の者達にまで伝わっており庶民からも好感を持った眼差しで見られている。小五郎が甲州藩の家臣と知って恩義を感じたのか、左近による大掛かりな捕り物を行う際にいざ鎌倉とばかりに真っ先に駆け付け「甲州さま、お指図を」と左近の前に片膝ついて指示を待った。
安倍康秀（あべ やすひで）
三百石の旗本であるが、どこか憎めない性格をしており、そのせいか人望が厚く倉吉道場支援者の中では御意見番的存在だった。道場の跡継ぎに指名された池鯉鮒玄十郎を高く買っており娘の郁美と夫婦にしようとしていた。しかし玄十郎に関して良く思っていない片山正岑の手によって息子の孝康共々殺害されてしまう。
安倍孝康（あべ たかやす）
康秀の次男で倉吉道場に通っており玄十郎とは親友関係にあった。父と共に道場の跡目争いを避けるべく故郷へ帰ろうとした玄十郎を引き留め倉吉道場は自身が、玄十郎は別の道場を構えて切磋琢磨しようとしたものの片山の手によって殺害されてしまった。
安倍康正（あべ やすまさ）
康秀の長男で父と弟が殺害された際に、評定所に呼び出されていた。いったん改易されかけるも泰徳、左近らの活躍により御家再興を許された。
安倍郁美（あべ いくみ）
孝康の娘であり玄十郎と夫婦の約束をしていた。彼女の存在が玄十郎が故郷へ帰らせる事をためらわせ一連の事件が解決したのち、晴れて夫婦となり倉吉道場主となった玄十郎を支えて三人の子供を育て上げ、道場を盛り立てて行った。
片山正岑（かたやま まさみね）
二千石の大身旗本であるが息子たちの事は道具としか見ておらず自分がいれば御家安泰という傲慢極まりない人物。安倍親子殺害の件で一度は揉み消すものの真実を泰徳が左近に話したことが分かり頭を下げるくらいなら、と自害したため片山家は改易となった。
片山正時（かたやま まさとき）
片山家の長男で近々寺社奉行見習いに昇進するとの噂もある人物。玄十郎の果し合いに正長共々参戦するも泰徳の助太刀を得た玄十郎に刺されて息絶えた。
片山正長（かたやま まさとき）
正時の弟で倉吉道場の時期道場主の有力候補であった。しかし遺言により玄十郎が後継ぎと知るや襲撃しようとして逆に腕を切断される。玄十郎に果し合いを求められて戦うも深手を負わされ命乞いをしながら止めを刺された。
春日井正親（かすがい まさちか）
片山家の縁者で幕府の要職に就いていた。その力を利用して安倍親子殺害を揉み消して同家を改易にしかけたものの真相を知った泰徳が左近に告げたことで自身は御役御免となり蟄居を命じられるという因果応報な結末となった。
横手忠重（よこて ただしげ）
かつて四代将軍家綱の側衆として使えていた。父親は関が原と大阪の陣で戦功を上げている。そのため他の旗本からも人望が厚く生類憐みの令に反対し左近を将軍にすべきと明言していた。そのため他の者達と結集して左近を総大将にして一線を交える覚悟でいた。しかし肝心の左近に乗り込まれ「無益な殺生をしなければ問題ない。旗本は上様を守るための存在だ」と説得された結果、天下泰平のためとして大人しくなり大事には至らなかった。怒りに燃えつつも若い旗本の勢いを抑える等、分別をわきまえた人物である。
高坂河内守（こうさか かわちのかみ）
千石の旗本。以前、自身が起こした刃傷沙汰を与力の佐久間哲守に揉み消してもらって以来両者の関係は続く。田村屋長七に出入りしていた坂手静を側室にしようと文左衛門に罪を擦り付けて我が物にしようとしたものの左近に企みがばれて阻止される。観念したのか公儀の調べが入る前にその場で切腹して果てた。
曽我光義（そが みつよし）
千五百石の旗本で三月前に弓組頭に抜擢された。仁左一家を使い金を集めて賂とし、果ては老中の座まで狙っていた。真相を知った左近らに屋敷へ乗り込まれ周囲の者全て倒されたのを見て観念した。犬や鶴を多く殺していたので綱吉の逆鱗に触れ切腹ではなく打ち首にされ御家も改易にされた。
坂田時宗（さかた ときむね）
八百石の直参旗本。大角屋に入れ知恵して大量の金を手に入れていた。その一部が奪われたので手下の前園に与吉を殺害させた。後に左近が金を持っていると知ると仙蔵らを閉じ込めておく代わりに家来全員で引き取りに来る事になる。そうやって根津の藩邸に丸々引き入れられてしまい、左近が綱豊である事を知るや、あっさり観念した。しかし大角屋に全て擦り付けようとしたり命乞いする等、未練がましい失態をさらした。
前園（まえぞの）
坂田の家臣で、大角屋に預けさせていた金を返さないために主などを次々に始末していた。二千両持ち出した三人組を追って手始めに与吉を殺害した。後に左近の前で小五郎にその事を暴露されると大角屋を口封じで殺害しようとするも藩主に取り押さえられた。
秋月金吾（あきづき きんご）
一刀流の使い手であったが尾張藩の付家老の与力になろうとした矢先、屋敷で奏山に一撃で倒された。屋敷の工事中だったが来ていた大工達には笑顔で優しく権八が鼻をすすりながら泣くほど死を惜しまれていた。
黒田一哲（くろだ いってつ）
美川以来の家柄で直参旗本。黒田家は婿養子として入った。奏山に襲われていた所を左近に助けられる。剣の腕はからきしも茶の湯に関しては玄人並みで、それを買われて秋月と同じ命を帯びて市ヶ谷の屋敷に入る前に下女として雇われた女に毒を盛られていて殺害された。

### 諸大名関係者
旗本以外の諸大名の関係者を以下に記す。
木村伝助（きむら でんすけ） / 木村義隆（きむら よしたか）
娘の菊ノを探しに浜松から江戸にやってきた。神道一心流を操り岩城雪斎と互角に渡り合えるほどの使い手。成り行き上、泰徳や左近と斉藤家を見張っていた。実は浜松藩国家老で相馬に正体を明かされ息子の責を取って切腹され、娘の居所を左近に教えられると浜松へ帰った。後に娘とは正式に再会した。
大橋安長（おおはし やすなが）
桑名藩江戸屋敷次席家老で筆頭家老の座を狙う。藩の奉行時代に志摩屋の息子である元久朗の不始末を揉み消した縁で志摩屋と昵懇になる。職人を連れ去り偽小判を作らせていたが左近が乗り込み正体を知るや藩を守るために切腹した。
奥山守膳（おくやま しゅぜん）
信州飯島藩江戸家老。藩主の目を盗み裏金作りをして私腹を肥やしていたが藤次郎の父にばれて口封じをする。藤次郎も潜伏先で銃殺させたものの真相を知った左近により雷神斬りで家来の根元と一緒に倒された。
根本勝只（ねもと かつただ）
奥山の懐刀で藤次郎の一件で暗躍する。潜伏先を包囲して藤次郎を銃殺したものの左近によって奥山ともども雷神斬りによって倒された。
如々姫（じょじょひめ）
甲斐一万三千石徳日藩主、伊丹大隅守勝昌の妹。兄を暗殺して権力をほしいままにしようとする江戸家老首座・牧野長弘らの陰謀を知り直接知らせようとした矢先、襲われた。権八に弁当を届けに来た左近に救われ配下の怪我の治療後に谷中のぼろ屋敷に匿われる。その過程で左近がただ者ではないと察し、またその人間性に惹かれるようになる。事件解決後には、またぼろ屋敷に遊びに行っておよねの作った食事を食べたいと手紙を出した。
正木（まさき）
如々姫の警護役。襲撃時に背中と腕に怪我を負うも左近に助けられ東洋の診療所で治療してもらった後、ぼろ屋敷にて姫と共に匿われる。己の不甲斐無さを嘆くも「立派に戦った」と姫に励まされた。左近がただの浪人ではないと気づきことの真実を話した。姫の左近に対する想いに誰よりも先に気づいていた。
朝倉彦四郎（あさくら ひこしろう）
正木の同輩で江戸家老の動向を知らせに来たが、実は秘かに牧野と通じており金山奉行の座に目が眩み裏切っていた。鉄砲隊を指揮して姫達を殺そうとするも小五郎に阻まれ、左近の正体を知るや観念した。
牧野長弘（まきの ながひろ）
徳日藩江戸家老首座であり、良質の材木が取れる領地の黒山が実は金脈があると気づくも、山の民の暮らしを憂えた藩主が封印し幕府直轄領化を防いだため藩主暗殺をもくろむ。それを知る姫も暗殺しようとしたが左近達の活躍により企みを阻止された。
石田寛九郎（いしだ　かんくろう）
尾張藩の剣術指南役で斬馬流を操る。見た目は女性好みの優男だが、その地位を悪用して平気に女性をたぶらかす鬼畜。しかし尾張を訪ねていた泰徳達によって倒された。
稲葉日向守（いなば ひゅうがのかみ）
下総山河藩主。目付であった月山善吾に藩の不正を探索させていたものの肝心の月山が罪人扱いされて一度は見捨ててしまう。しかし真相を知った左近に事の次第を告げられ黒幕である大貫直静が月山を消す直前に間に合い大貫を捕え月山の許婚の奥島家存続を許した。見た目は気の弱い中年男で優しすぎるのが難点。そのため初めて声を荒げた際に大貫らに驚かれていた。
月山善吾（つきやま ぜんご）
藩の目付で大貫の不正を探っていたが許婚の文代の父で上役でもある奥島勘五郎に探索の内容を明かすよう迫られていた。その際勘五郎を斬ってしまい罪人扱いされてしまう。およね達の長屋に来た際には既に病魔に侵されており娘や弟が自分の仇討ちに出た事を知るや余命幾ばくも無い己を斬らせる事で本懐を遂げさせようとしていた。
奥島文江（おくしま ふみえ）
善吾の許婚で弟と仇討ちに出たものの本心では善吾に死んで欲しくないと思っていた。真相を知った左近の計らいで御家の存続はなされたものの出家して生涯独り身を貫いた。
奥島夏之介（おくしま なつのすけ）
文江の弟。父親が大貫の悪事に手を貸していたことを知らず月山を目の敵にして会うや否やいきなり切ろうとするも剣の腕は無いようで瀕死の月山にも敵わなかった。後に大貫の手によって攫われるも左近によって助け出された。姉と同様、独身のまま出家した。
大貫直静（おおぬき なおやす）
山河藩勘定奉行で役目を利用して私利私欲を貪っていた。目障りな月山を罪人扱いにし、仇討ちに出た奥島姉弟もろとも消そうとするものの真相を知った左近に伴われた日向守によって捕らえられた。
加藤源之介（かとう げんのすけ）
羽州正田藩の家臣で二年前に父親と共に赤松綜左に襲撃されて仇討ちの旅に出て江戸に来ていた。偶然入った小料理屋でおかつと恋仲になる。かつての争いで右手が不自由で左近より小太刀の修行を岩城道場で習う事を勧められる。その後、自身の存在が赤松にばれてしまい返り討ちに合うが左近の計らいで家臣として庄田藩の菩提寺に立派に弔ってもらった。
坂下周防守（さかした すおうのかみ）
豊州日畑藩主で、無類の刀好き。息子のために名刀を探していた際、重国の刀が気に入るも素性を怪しんだ家臣の堀田により刀比べをする事になった。その結果、霞の刀を選んだが刀身を見た際に生じた疑問を霞に問うたところ左近の安綱であると看破し実物を見た二人を羨ましがった。そして霞親子をお抱え刀匠として召し抱えた。
堀田学（ほった まなぶ）
日畑藩江戸腰物奉行で藩主のために重国を紹介したことを後悔していた。刀比べの件で怪我を負った霞を心配していたが藩主が霞親子の刀を選んだ事で涙ながらに安堵していた。
正田宗近（しょうだ むねちか）
高津藩江戸家老で用人の半場と共に天城屋からの借財を帳消しにしようとした上その金を自分達が横取りしようとする。しかし用心棒をしていた左近と泰徳に一連の企みがばれ更に左近の正体を藩士が告げたため一度は観念するものの悪あがきをしようとして藩の徒頭に倒された。
丹波哲次郎（たんば てつじろう）
大竹藩国家老の息子であったが藩主が参勤交代の途中で襲われたので父の命により仇を打つために江戸に来て根室屋に身を寄せ薬の路上販売をしていた。風真流の使い手であり、そのため成り行きで悪人成敗を御先手組に頼まれて左近を間違えて切ろうとするも真相を知り、切るべき相手こそ自信が仇と狙う相手と知り行動を開始する。重傷を負うも左近の手助けで本懐を遂げ根室屋で暮らすことになった。
赤崎満（あかざき みつる）
大竹藩剣術指南役の息子であったが素行が悪く指南役になれなかったことを逆恨みして参勤交代中の藩主達を惨殺する。そのため人切り太夫と恐れられていた。奥義である風の太刀を継承しているため御先手組では歯が立たず同じ風真流の丹波ですら危うくなったものの左近の葵一刀流の前には到底及ばず倒された。
大久保小太郎（おおくぼ こたろう）
駿河大島藩主、大久保丹波守家道のご落胤。夜な夜な聞こえてくる夜鷹達の声で眠れないと辻斬りを繰り返す。一度はその権力により釈放になったものの左近と泰徳の罠にかかり配下の順啓を切られて観念した。後日父親により配下ともども切腹に追い込まれた。
須崎六右衛門（すざき ろくえもん）
上州十二万石安田藩の勘定方を務める。上役の若宮の不正に腹を据えかねていた上、若宮の弟が国許に残した妻と不倫関係にあった事で藩の金を盗んでしまう。しかし偶然知り合った左近と具家らの助けもあり不正が藩主に明らかにされて、その忠義を見込まれ百叩きで済まされた。後に算用の才覚を認められて勘定組頭に昇進した。
若宮棹正（わかみや さおまさ）
安田藩勘定組頭で藩の金を横領して私腹を肥やしていた。証拠共々須崎を消そうとしていたが左近達の活躍により不正の事実が明らかにされた後、藩主の命で切腹に追い込まれ御家断絶となった。弟も家を潰されたので行方をくらました。
笹山善太夫（ささやま ぜんだゆう）
安田藩家老で左近とは面識があった。藩邸に乗り込んで来た須崎の用心棒をしていた左近に下の名を呼ばれた事で思い出して平伏した。
加藤志摩守（かとう しまのかみ）
安田藩主で人望があり綱吉の覚えも良い。そのためいずれ幕閣に加わるとうわさされていた人物。左近らと藩邸に来た須崎が若宮の不正を記した帳面を手渡されて一連の悪事を知り藩の金を盗んだ須崎は寛大な裁きを、若宮は御家断絶にした。
筑尾幸六（ちくお こうろく）
摂津尼崎藩の家臣で妹夫婦の仇である鶴岡佐内を江戸で探し出すも返り討ちに遭い重傷を負う。偶然助けた小五郎や左近達の活躍により鶴岡は成敗され家老である越名に本懐が成ったので国許で側衆として使えよとの言葉をもらい安らかに息絶えた。
越名兼続（こしな かねつぐ）
尼崎藩江戸家老で左近に呼び出された後、筑尾のために東洋の診療所へ向かう。藩の事情を全て知る左近の配慮、そして事件解決の際には涙を流していた。
青山播磨守（あおやま はりまのかみ）
生真面目な性格であるせいか堀田に毛嫌いされており十歳の跡継ぎへの家督相続を認められず自身を酷使させて寿命を短くしようとしていると左近に嘆いていた。
鶴岡佐内（つるおか さない）
尼崎藩の目付であったが職権を濫用して藩士らの弱みを握って金や妻、娘を差し出させる等、悪事の限りを尽くしていた。藩を追われて江戸に来てからは知り合った江藤という浪人達と国許と同じような悪さをして金集めをしていた。最終的に真相を知り隠れ家に乗り込んで来た左近によって一刀両断された。
赤沢丹後守（あかざわ たんごのかみ）
下総小見山藩主で次期若年寄の有力候補。同じ有力候補の旗本である本間光正を浪人の野尻久治郎に殺させ口封じするものの、野尻の妹を攫い損ねて左近に救われたため怪しまれる。最初は推していた柳沢にも怪しまれて野尻をけしかけた口入れ屋の宗次郎を殺害し改めて妹と、その婚約者を消そうとするも左近に阻まれ最終的には捨て台詞を残しつつも成敗された。
石出（いしで）
小見山藩の家老。宗次郎を操り本間を殺したものの、左近らに気づかれてしまい宗次郎とその子分達を「礼をする」名目で外れの寮へ呼び出して殺害、寮に放火して口封じした。最終的には丹後守の意図を汲んで野尻の婚約者を殺害して放火しようとしたものの左近に乗り込まれて阻止された。
清木（すみき）
石出の配下で野尻の妹と婚約者を三島屋から出てきた帰りに殺害しようとしたが同行していた左近に阻止され頬に傷を負う。屋敷に戻って改めて行動を起こそうとするも、傷のせいで一連の事件の動かぬ証拠とされた。
大西兼保（おおにし けんもつ）
摂津芦田藩松山家の江戸家老。素人娘に客を取らせて女の扱いに慣れた金持ち相手の商売を花菱屋文吉にやらせて巨利を貪り筆頭家老の座を狙っていた。下屋敷を使い新たな商売の拠点としようとするも左近によって一連の悪事が国許の筆頭家老にばれてしまう。下屋敷に乗り込んできた左近と小五郎により成敗された。
円光（えんこう）
陽泉寺に住む僧侶だが実は備中宇内藩の先代・道貴の実子。母が身分が低くお家騒動の過程で幼い頃屋敷を出た。ある意味被害者だが寺から出た事が無いため世間が狭く、かつ文左衛門に劣らぬ強情さで領民の苦しみは仏に祈るだけとある意味、現実逃避をしていた。自身の危険に対しても寺にいれば大丈夫と楽観視し、配下の裏切りも見抜けなかった。更に事件解決後に綱吉から御家再興の許しが出たにもかかわらず藩主の座を固辞して家来やその家族を路頭に迷わせる等、人間的には大いに問題ありな描写がされている。
江崎盛実（えざき もりざね）
備中宇内藩江戸家老。外谷土佐守によって一介の家老から引き上げられ江戸家老になる。その見返りに年貢の取り立てを厳しくして一部を外谷に流していた。文左衛門の義兄である関戸重正を始め自身の秘密を知る者たちを玄四郎らに悉く消させていたものの江坂夫婦だけは抹殺できず、左近らによって一連の悪事がばれてしまい、最終的に文左衛門によってとどめを刺された。
お栄の方（おえいのかた）
先代藩主の後妻に収まり権力をほしいままにしていた。元々は外谷の妾だったのだが栗原の愚痴を聞いていた時に外谷が宇内藩から金を毟り取る策を思いつき、策の一環として後妻となった。身ごもった当代藩主は外谷の子である。しかし左近らの調べで、その出生に問題ありと綱吉に蟄居を命じられてしまい狼狽する。外谷の屋敷に左近が文左衛門と乗り込んできたため全てが明らかとなり打ち首となった。
免田光定（めんだ みつさだ）
江崎の側近で江坂夫婦を探索して度々命を狙うも上手く行かず最終的に悪事がばれた後、栗原やお栄の方と共に打ち首になった。
玄四郎（げんしろう）
江崎の配下で金沢で坂手夫婦を探していた。命を受けて藩の不正を知る人物を次々に消しており文左衛門に危機を伝えた宗十郎も殺害した。悪事がばれた後は文左衛門の刀をはじいて止めを刺そうとしたものの割って入った左近に止めを刺された。
栗原晋三（くりはら しんぞう）
陽泉寺で円光を守る配下の一人で、かつては宇内藩の馬廻り方を務めていた。一方で江崎と繋がっており円光が即身仏になる事や不正の証の存在を伝えていた。お家騒動をお栄の方に愚痴っていたのを外谷に聞かれたのが藩の不運の始まりである。また同輩の住岡を切り円光を窒息死させようとするも文左衛門に阻止される。その後、江崎らと外谷の屋敷へ行った時、一人逃げようとするも小五郎に阻止されて打ち首になった。
住岡（すみおか）
栗原と共に円光を守る配下で主の危険を己の命も顧みずに阻止しようとした。事件解決後は円光と共に僧侶として生きた。
大橋宗十郎（おおはし そうじゅうろう）
先代宇内藩主の側近だったが当代になってからは冷遇される。江崎の不正を秘かに探っており襲われて文左衛門に助けられた時に藩の真実を全て語った。田町に妾がいたのだが、源四郎に跡を付けられて妾ともども殺害される。今わの際に文左衛門に円光の存在を伝え後の事を託した。江坂静とは幼馴染だった。

### 黒蜘蛛組
後述の百鬼組の配下であり、名のある大店などに押し入り強盗や殺人など非道な行いをする集団。普段は札差の丹波屋として姿を隠している。
丹波屋芳藏（たんばや よしぞう）
実行部隊の頭目であり普段は札差である丹波屋の主として暮らしている。かつて獄門になりそうだった時に勘定奉行に命を助けられた恩義で仕えるようになり賄賂の資金としてあちこちに押し込み強盗を働いていた。越後屋に押し込もうとした時、左近に阻まれ再び獄門に晒された。
鬼助（きすけ）
芳藏の配下で札差の松屋に番頭として他の手下達と奉公人のふりをして入り込んでいた。お千代を攫い清吉を殺害して松屋の金を奪い取った。芳藏らと越後屋へ押し込む際に左近に邪魔され口封じのために鉄砲で殺された。

### 百鬼組
豊臣に仕えた甲賀者の精鋭集団。特徴的な猛毒を使いこなす。黒蜘蛛組は百鬼組の配下である。石川乗政に仕え将軍後継争いに邪魔な左近を抹殺しようとしていた。
善光（ぜんこう）
百鬼組の頭目。配下の者を使って左近を殺そうとするもことごとく失敗し。さらに江戸城中で石川との密談も聞かれ秘かに江戸を離れる際に左近と小五郎に倒された。
山本玄内（やまもと げんない）
配下の一人で左近を暗殺しようとするも失敗、更には戸田家へ乗り込んで来た左近によって倒された。
鬼翔丸（きしょうまる）
その独特な性格ゆえ他の者とは一緒に仕事をせずに単独行動でやるのが特徴。左近の襲撃に失敗後、深手を負うが雨宮の抹殺を命じられるも逆に倒された。
源才（げんさい）
善光の配下で江戸を火攻めにして幕府転覆をはかろうとしていた。一味に加わるふりをした左近を敵と見抜き、小五郎ともども捕えるも百地によって助け出されて倒された。事件は源才が主導して行ったことにされた。

### 大名盗賊団
「大名盗賊」に登場。元は出羽の大名だったが綱吉に改易された恨みを持って盗賊と化した。配下は全て江戸に散らばり駕籠かきから旅籠の主と様々な職業につき普段から町役に協力する善良な庶民を装う。手口は狙いをつけた商家の周りに住み気づかれぬよう集まり、火を付けたら半鐘を鳴らし、その混乱に紛れて逃げるという役人すら見抜けない周到さである。有り金全て盗んだ上、家中皆殺しにしてから火をつける残酷な所業をする。配下は全て後述する経上流の忍びであり盗賊改や伊賀者すら歯が立たない。葵一刀流を操る左近か甲州忍者の小五郎やかえで並みでないと太刀打ちできないレベルの強さを持つ。
井坂是守道（いさか これもち）
盗賊団の首領。元は出羽に3万石の領地を持つ大名であり酒井忠清の娘婿だった。その権威を振りかざし領地の百姓に重税を課し、雑税として家や妻、家畜にまで税を課した。払えないと家畜を没収、女子を売り払うなどの暴君だった。忠清失墜に伴い領地の実態が明らかになり、綱吉に改易されて逆恨みするようになる。彦根藩お預けになった際、幽閉先の寺から逃げて側衆だった忍びを集めて盗賊団を結成する。その際、鶴右衛門と名を変えた。幕府御用達や大店ばかりを狙い大金を集め、それらを元手に大商人として天下を取ろうとしたが左近達に正体がばれた上、企みも阻止された。
又十郎（またじゅうろう）
実行部隊の頭目。祖父は流派同士の争いによって近江の地を追われている。幕府に全く気付かれずに盗みを行っていたが朝倉に止めを刺そうとした時に「わが殿の恨み思い知れ」と言ったり、小五郎の正体を暴くために自分の手裏剣を投げたりと結果的に自分たちの身元をばらしてしまう失態を犯した。それを井坂にとがめられていた。最後は山泉で左近の剣術に動揺し、一刀のもとに切り伏せられた。
おこま
井坂の下女として使えている忍びの一人。又十郎の行き過ぎた行為を自重するよう命を受けていた。忍びとしての腕も凄まじいものの、かえでと戦うも敗れる。
伊吉（いきち）
神田明神の門前にある山泉という茶屋を営んでいる。鶴右衛門に化けた井坂の娘夫婦として表向きは人当たりの良い穏やかな雰囲気で盗賊改が立ち寄った際も見抜けない演技力を持つ。配下を見捨てて井坂と又十郎、おけいらと金を持って逃げようとした際に小五郎に敗れた。
おけい
伊吉と共に山泉の女房として世間の目を欺いていた。逃げる際にかえでと戦い敗れた。

### 将軍家暗殺集団
本作における最後の敵対勢力。当初は柳生新陰流を使い尾張の付家老与力候補者を襲い、尾張藩関係者をにおわせていた。更に鶴姫までをも毒殺しようとして綱吉が完全にパニックに陥ってしまう。実は牧野の配下である木島の命によって動いており、家光の血を引く者を根絶やしにして綱吉の隠し子とされる人物を将軍に就けた後に、後見人として権力を我が物にしようとしていた。後述の右京や奏山含め今までとは次元の違う剣の遣い手が揃っているため左近や小五郎、かえで達すら命の危険にさらされることになる。同時に左近の急所であるお琴を攫い自分たちの手駒として使おうとしていたが権八や百合達の活躍で阻まれた。
澤山右京（さわやま うきょう）
同集団の頭目で本作における最強にして最後の剣術使い。備前の浪人だったが、徳川光友と共に柳生厳包に新陰流を学び光友とは6代目師範の座を争った。その腕前は甲州忍者の頭目である小五郎を一撃で戦闘不能にしたほど。徒党を組んでいた奏山と尾張藩内で悪行を繰り返すも厳包と光友により追い詰められた後、崖から海へ飛び降りて逃げた。江戸へ来て木島を介して牧野と知り合う。前述の遺恨から新陰流を使って尾張藩を潰そうとしていたが、左近達の活躍によって阻まれる。真の隠れ家を突き止められて最後の悪あがきをするものの葵一刀流の剛剣には太刀打ちできずに敗れた。
奏山（そうざん）
片腕の剣客。右京と共に追い詰められた際、光友によって左腕を切り落とされた。普段は肩にもたれさせた太刀を右腕のみで振るい自在に切っ先や間合いを変化させて来るので相当な遣い手でも太刀打ちできない。現に一刀流の使い手である尾張付家老の与力を一刀両断し、雨宮ですら全く歯が立たなかった。剣客だけに気配にも敏感で秘かに追ってきたかえでをあっさり捕えてしまうほど。一度は左近を傷つけるものの最初の隠れ家に左近と文左衛門が乗り込み、再度左近と対峙した際には片手斬りの構えがあだとなり隙を突かれて敗れた。
村木済州（むらき さいしゅう）
右京の配下で奏山に怪我を負わされた雨宮を餌に甲府藩士の清水と佐竹を誘い出して仲間の仇として殺害した。その後も同じ手を使って左近をおびき寄せようとしたが実際に来たのは罠を見抜いた文左衛門であり、逆に手首を切り落とされたため勝てぬと悟って自害した。
きぬ
右京の妾で女忍び。奏山を追いかけようとした左近を吹き矢で殺害しようとするものの失敗する。次にお琴を狙うためお咲と名を変えて三島屋へ入り込むが、かえでに正体を見破られていて留守中にお琴やおよねは岩城道場へ避難してしまう。逆にかえでの罠におびき寄せられた後、自ら所持していた毒で自害した。

### 悪徳町人
武家以外の悪事を行う町人等を以下に記す。
木曾屋籐兵衛（きそや とうべえ）
江戸で一番の規模を誇る材木屋の主。その一方でお菊たちの父親である山本宗右衛門を殺害して身代を乗っ取り姉妹を軽業師に売り飛ばした。増田の指図で邪魔な商売仇を次々と殺害していたが助蔵の首を持ち店に乗り込んで来た左近により全てを白状して獄門になった。
助蔵（すけぞう）
木曾屋の手代。宗右衛門を殺害した歳蔵の弟子で忍び崩れの殺し屋。お菊姉妹に軽業を仕込んで殺し屋もさせていた。盗み聞きしていたお菊を監禁し、お幸の口を塞ぐ為に上正寺へ忍び込むも左近によって倒され、首は木曾屋の元へ届けられた。
木元宗林（きもと そうりん）
佐久間町で開業している医者。見るだけで二分も取り、目を付けた大店の娘に中毒性の高いりん草の根を渡して薬を取りに来るたびに値を釣り上げて金をぼったくってきた。尻尾を出さなかったが左近と宗形の芝居により真相がばれた後は市中引き回しの上、死罪となった。
志摩屋左衛門（しまや さえもん）
日本橋で両替商を営む。元々は桑名で蛤の佃煮等を売っていたのだが息子である元久朗の不始末で所払いになっていた。大橋を筆頭家老にして桑名へ戻ろうと悪事に手を加担していたものの左近に乗り込まれて獄門に晒された。
志摩屋元久朗（しまや げんくろう）
志摩屋の若旦那でぶつかった大工にも気前よく小判を渡す人当たりの良さを示す一方、好きになった相手に今でいうストーカー行為を繰り返す陰湿な性格。桑名で好きになった相手が既に縁談が決まっていたため腹いせに店に火付けをしたものの奉行であった大橋により揉み消された。左京屋のお文に一目惚れして佐吉を恋仇と思い込み、お文と偶然一緒にいたお琴を攫い偽小判作りをさせた。隠れ家に左近が乗り込んだ際、用意していた短筒で脅すも助けに来た宗形に気絶させられて獄中で自殺した。
為吉（ためきち）
志摩屋の番頭で桑名にいる頃から左衛門の下で働いていた。左衛門が桑名に戻る際には志摩屋を譲ると言われて目が眩んで悪事に手を貸す。最終的には左衛門同様、獄門に晒された。
美濃屋仙蔵（みのや せんぞう）
神田筋違御門付近の雉町で口入屋を営んでいる。久貝と結託し金のありそうな大店の娘を奉公させて家宝損壊の濡れ衣を着させていた。左近が久貝の屋敷に乗り込んだ際に自分だけ逃げようとしたものの目の前に現れた小五郎によって捕らえられた。
熊虎（くまとら）
悪徳の高利貸し。久貝の命で美濃屋と家宝の賠償金を取り立てて払えない場合は店ごと奪って売り払う悪行を繰り返していた。左京屋も罠にかけようとするものの駆け付けた左近によって証文を取り返されて逃走した。
伏見屋宗俊（ふしみや そうしゅん）
日本橋正木町で瀬戸物問屋を営み茶人としても知られる。その裏では久貝の頼みで細工済の偽茶器と偽極書を渡して悪事に手を貸していた。からくりを知った左近により根津の藩邸に呼び出されて観念し一連の真相を全て白状した。
花菱屋文吉（はなびしや ぶんきち）
女郎屋である花菱屋の主。かつて泰徳に痛い目にあわされたせいか再会してもすぐ逃げ出す。芦田藩江戸家老の大西による入れ知恵により素人娘を攫い客を取らせる事で女郎の扱いに慣れた金持ち相手に商売をする。花菱屋を捨てて藩の下屋敷で商売を継続しようとするも全てを知り、乗り込んで来た左近により阻止され、攻撃を回避された際に子分の突き出した刃物で刺されるという自業自得な最期を遂げた。
三国屋（みくにや）
廻船問屋を営む一方、大奥御用達を偽って抜け荷の商売に手を染めていた。半兵衛らを使い邪魔な川奉行所の者達を始末させていた。左近と安田に乗り込まれた際、石塚に口封じを勧めるも一喝されて庭にひれ伏してしまったので観念してお縄になった。
赤松綜左（あかまつ そうざ）
北陸各地を転々とし強盗殺人を繰り返していた極悪人で新陰流の使い手。源之介親子にも手をかける。その後、新堀村で道場を開いており偶然源之介を見つけて、おかつ共々始末しようとするが左近の剛剣により倒された。
高井屋六兵衛（たかいや ろくへえ）
評判の高い米屋の主だが婿養子。女中のおかよと不倫関係にあり邪魔になったおりょうを手籠めにさせて自害させようとする。おりょうにその気が無いため再び企みを実行しよとするも左近らに阻まれて離縁を突き付けられて江戸を去った。
重国（しげくに）
刀鍛冶で坂下周防守に気に入られるも無頼者を雇い博打を楽しむために刀を打っているため素行に問題ありとした堀田により腕の良い霞と対決する事になった。霞の腕に怪我を負わせるも効果が無かったので抱き込んでいた手代の清助に打ちかけの刀を盗ませた。しかし偽物と気づかずに勝負に敗れ倒れるようにして藩邸を去った。
清助（きよすけ）
天草屋の手代だったが秘かに重国と通じており自身が弟子にしてもらう引き換えに霞親子の打っていた刀を盗むも録蔵がすり替えていたことを知らなかった。その後は重国に金を渡されて江戸から箱根へ旅立ったが重国が勝負に負けたことにより弟子の話はフイになった。
田村屋長七（たむらや ちょうしち）
武家に高級呉服を納める田村屋の主。高坂や与力の佐久間と裏で繋がっており文左衛門を酔わせて罠にはめて静を高坂の側室にしようとした。高坂の下屋敷を賭場にして荒稼ぎして賂を送っていたが左近達に一連の悪事がばれ、佐久間と共に死罪となった。
喜助（きすけ）
田村屋の番頭。長七の命を受けて静に仕事を頼んだり文左衛門を罠にはめるのを手助けしていた。最後は長七ともどもお縄になった。
大角屋浅右衛門（おおすみや あさえもん）
日本橋にある両替屋、大角屋の主。大名貸しで儲けないか、と商家を誘い主を次々と殺害させた。その後、偽の証文により子には権利が無い事にして金を渡さなかった。二千両だけ取り返されたので坂田に頼んで取り返そうとするも、用心棒をしていた左近により根津の屋敷に入れられて、その正体を知り一連の企みは坂田によるものだと全て白状した。そのため北町奉行より罪一等減刑された。

### その他の悪人
悪党で前述のジャンルに入らない者達を以下に記す。
井坂伯周才（いさか はくしゅうさい）
かつては大名家の指南役を務め、今は駒込村の外れで剣術道場を営む。しかし実態は金で殺しを請け負う刺客であった。元弟子の板橋に頼まれ左近の暗殺を請け負い手傷を負わせるも葵一刀流の前に敗れ去った。
亀屋与兵衛（かめや よへえ）
鶴川宿の代表をしているが実は宿場荒らしの陽炎一味の頭目。王子屋一家を人質にして宿場を支配しようとするものの左近が率いる宿場役人に囲まれた挙句、小五郎の鉄砲で月代を飛ばされて観念した。
真下智武（ました ともたけ）
亀屋の配下で一味を使って荒らしまわっていた。王子屋を捕えて宿場役人を脅していたが逆に左近らに乗り込まれ小五郎に肩を撃ち抜かれて倒された。
赤鬼の勘蔵（あかおにのかんぞう）
八王子一帯を荒らしまわる鬼坊主一味の頭目。背中に鬼の刺青がある。神出鬼没で自身の影武者まで用意するほどの周到さである。悪事の途中に、ていという名の娘に手を付けて妊娠させた際、足を洗う決心をし事件を利用して配下を全て見捨てるも、肝心のていに背中を不意打ちされて死亡した。
仁丸（じんまる）
幼い頃から盗賊に育てられ西国で盗みを繰り返すも頭領の死を契機に隠し金を盗んで源丸と共に江戸に来る。田口と竹上という浪人を配下につけ佐野屋を主意外に知られず乗っ取ってしまう。異変に気付いていた下男の弥八を消そうと田口に指示するが既に仁丸達を怪しんでいた左近の指示で動いていた小五郎によって捕縛され全て白状されたため佐野屋に乗り込んで来た左近らに捕縛された。
源丸（げんまる）
仁丸の弟で佐野屋に来た時、引き合わされたおこねに一目ぼれする。おこねと母のおりつに付いて離れの見張りをしていた。左近らによって兄が捕まると自分だけ逃げようとするが先回りした小五郎により捕まった。
鉄斎（てっさい）
目黒村に住む百姓・朝助として住んでいたが、一方で人切り鉄斎の異名を持つ殺し屋。綱吉の裁定やり直しに恨みを持つ高崎藩の依頼で日光代参に行く綱吉を殺そうとする。しかし実際行ったのは左近であり、共にいた柳沢らにより捕縛された。既に妻が人質として捕まっており、その助命と甘言に負け依頼人の名を告げた後殺害された。
川根半兵衛（かわね はんべえ）
九郎の腹違いの兄。正妻の子ではないので小さい頃から酷い扱いを受け、追い出されてしまった。そのため川根家に恨みを持っている。九郎と再会した時は既に三国屋と組み抜け荷を行っており、九郎が川奉行所の同心である事を利用して川に網を張る日を教えさせたり船に細工させて追手が来られないようにした。船上では泰徳に一度は勝ったものの陸上では勝ち目が無く、あっさり敗れ去った。
鬼の宗六（おにのそうろく）
悪人からしか盗みをしない仏の治平の配下だったが、後を継いだら人が変わったように大店に目を付けて残虐な盗みをするようになった。松竹屋に目を付けて房五郎に手引きをさせようとするも拒否され、逃がそうとした邦蔵ともども殺害した。別宅に避難した松竹屋も始末しようとしたが、待ち構えていた左近に倒された。
邦蔵（くにぞう）
鬼の宗六の配下。命により房五郎に松竹屋の手引きをさせようとしたが拒否されて一味に捕まった所を逃がそうとしたが宗六に殺された。今の一味の在り方に疑問を持っており今回の事が終わったら房五郎を逃がそうとしたあたり多少の良識はあったようである。
虎一（こいち）
左近を将軍にすべきと言う世間や旗本・諸大名の声を恐れ、大事にならぬうちに柳沢が1万両で雇った殺し屋。相手に気取られる事無く忍び寄り気づかれぬうちに息の根を止める腕を持つ。旗本達の説得に成功した左近一行の帰りがけを襲い毒の煙を使って惑わそうとするも、左近自身が毒消しを即座に服用後、あっさり峰打ちにして倒した。その後、公儀の牢屋敷に押し込められたため柳沢自身が逆に追い詰められる。全て気付いている綱吉の命により盗みの罪により死罪となった。
仁左（じんざ）
浅草周辺を新たに仕切ろうとする仁左一味の頭目。元のやくざ連中は大川に沈めてしまった。堅気の家に用心棒代と称して金を脅し取り、逆らうと犬の死体を入り口において生類憐みの法違反として御先手組に捕えさせていた。曽我の屋敷に乗り込んで来た左近により一撃で肩の骨を打ち砕かれた。また一連の事件で小五郎をはめるために鶴まで殺していたため綱吉の逆鱗に触れ、打ち首にされた。
寅治（とらじ）
仁左一味の若頭。お琴の店に来た時に左近により妨害され、対峙したものの剛剣にひるんで逃げ出した。その後、曽我の屋敷で仁左ともども一網打尽にされ打ち首となった。

## 用語

### 流派
葵一刀流（あおいいっとうりゅう）
将軍家の血を引く者に伝えられる秘密の剣術。徳川綱重が言うには、安綱とこの流派を持つ者が将軍家の正当後継者であるという。素早く変化自在な太刀捌きで手裏剣なども容易に弾くため忍び相手でも互角以上に戦えるのが特徴。静と動の剣があり相手の刀を受け止める静の動作に優れ、その静の中にも敵を傷付ける動がある。そして相手の気を読み敵が動く前に攻撃を仕掛け、その身体を防具や刀ごと一刀両断する剛剣でもある。奥義は「閃天の剣術」であり相手の刀を持つ手と胸元を一瞬のうちに同時に切り裂く。泰徳いわく「甲斐無限流」をしのぐ剣術。作中で体得しているのは左近のみ。
甲斐無限流（かいむげんりゅう）
武田信玄の時代に編み出された戦国の剣術。粘り強い実践本位の太刀捌きが真骨頂であり葵一刀流のように静と動の剣がある。前者は受け身を得意とし致命傷を負うことが少ない。後者は雷神斬りのような凄まじい太刀捌きである。奥義は「突き崩し」で戦場に群がる敵の真っただ中を突き抜けた後、全員倒されるというもの。また鎧武者を吹き飛ばすために肩から相手にぶつかって意表を突きながら剣を振るうのも特徴。泰徳や、その父である雪斎、岩城道場内に限り左近も操る。
鬼法眼流（きほうがんりゅう）
公家の剣術の一つで、その昔闇夜の都に現れる魑魅魍魎を倒すために編み出されたと言われている秘剣。奥義は「鬼の目」といい夜であっても昼のように的確に相手を捉え間合いを取って切り捨てるため忍び相手でも互角以上に戦える。また片手だけでも複数の相手を一瞬のうちに薙ぎ払うほどの凄まじい剣術。具家が使いこなす。
斬馬流（ざんばりゅう）
織田信長の家来が生み出したと言われている。足軽でありながら騎馬武者を馬ごと一刀両断してしまう剣術。尾張藩の剣術指南役である石田寛九郎が操るも甲斐無限流の前に敗れた。
風真流（ふうしんりゅう）
抜刀しても刀身が全く見えぬうちに標的を一刀両断する。奥義は「風の太刀」で抜き手を見せぬほどの早業で次々と相手を一刀のもと切り捨てる。人切り太夫と恐れられた赤松と、その父親に師事した丹波が操る。
経上流（きょうじょうりゅう）
伊賀の里から枝分かれした忍びの流派の一つ。初代は近江に根付いたが流派争いなどで行方知れずになるものの出羽の地に根付いていた。菱形の鋭く重い手裏剣を使用するのが特徴。
柳生新陰流（やぎゅうしんかげりゅう）
上泉信綱を祖とする剣の流派。先に動こうとする相手の剣気を見極めて隙を突き、倒す事を得意とする。徳川光友、澤井右京とその配下が操る。

### 刀剣
安綱（やすつな）
平安の世の名刀工である大原安綱の作。清流の水面のような輝きと刃紋を持ち美しさと力強さを兼ね備えた宝刀。徳川綱重が元々所有していた。徳川家秘蔵の刀の一振りであり将軍家正当後継者のみが持つことを許されており左近の愛刀。
備前長光（びぜん ながみつ）
「居座り浪人」に登場する悪党一味の一人、竹上が手に入れた刀。本人曰く「これを手にするのが夢だった」と言うほどの刀身。
影光（かげみつ）
夏目幸四郎の愛刀。荒れていたころは深川に入り浸り用心棒をしていた時には相手の腕を切り落とすくらいの威力を誇る。
備前兼光（びぜん かねみつ）
澤山右京の愛刀。柳生新陰流により、その威力は更に増し相手を容易に戦闘不能に追いやる力を持つ。

### 場所
花川戸（はなかわど）
お琴や権八夫婦らが暮らす本作の主要な舞台。現在もそうだが浅草の繁華街の一角を担い、吉原遊廓は目と鼻の先にある。
三島屋（みしまや）
お琴が営む小間物屋。審美眼を持つお琴の目利きにより仕入れたもので最先端の流行を行く物ばかりが置いてあるため店内には町人・武家問わず若い娘の客足が絶えない。遠方からやってきて買いだめしようとする客もいるくらいの人気。また男性も女性の好みを学ぶため、連れの女性の買い物付き合いで来たりもする。
煮売り屋（にうりや）
小五郎とかえでが左近やお琴を守るために三島屋の隣にある爪楊枝屋だった空き家に開いた店。味の方も評判が良く、特に里芋と蒟蒻の煮物が人気で朝晩問わず賑やかで湯島の方まで知れ渡っている。具家も常連となっており、小五郎たちとも親しくなっている。様々な客層が来るせいか、左近達の貴重な情報源にもなっている。具家いわく「甲州藩の忍び屋敷」
谷中のぼろ屋敷（やなかのぼろやしき）
新見正信が左近を市井に隠すために用意した。ぼろ屋敷とは言え実際は普通の家であり左近不在時には隣の上正寺の者が定期的に手入れをしているため日常的に暮らすのに不都合はない。泰徳や具家が酒を飲みにふらりと立ち寄ったり小五郎が探索の結果を伝えに来たりする。その際、労いがてら左近が食事や酒、茶などを振舞ったりする。また重要なことを内密に伝えるために正信や柳沢が訪れることもある。
根津の藩邸（ねづのはんてい）
左近が綱豊として暮らしている屋敷。将軍家の一門だけあって入り口の門も2層式の壮麗なもので、門をくぐっても邸宅までは遥か先まで道が続いている。左近の部屋は外へ出られる抜け穴があり更に外へ出ると藩邸外の空き家へ続く地下道があり山川老人が守っている。また部屋には浪人としての着流しが用意しており隙を狙って自分で着替えて外へ出られるようになっている。
浜御殿（はまごてん）
甲府藩の下屋敷。お琴の事を頼むため権八とおよねを招き入れた他、お琴を守るために権八達が岩城道場や中屋の屋敷と転々としていたものの右京によって小五郎が戦闘不能に追い詰められたため、ここに移った。現在の浜離宮恩賜庭園にあたる。

## 作品リスト
1. 闇の剣（2010年）
2. 雷神斬り（2010年）
3. おてんば姫の恋（2011年）
4. 将軍の死（2012年）
5. 陽炎の宿（2012年）
6. 日光身代わり旅  (2014年)
7. 浅草の決闘  (2014年)
8. 風の太刀  (2014年)
9. 大名盗賊  (2015年)
10. 江戸城の闇  (2015年)
11. 左近暗殺指令  (2016年)
12. 人斬り純情剣  (2016年)
13. 片腕の剣客  (2017年)
14. 将軍への道  (2017年)